# Transports en commun de Dax
Couralin, anciennement Urbus, est le réseau de transport en commun qui dessert les communes de la Communauté d'agglomération du Grand Dax depuis 1988. Ce réseau est géré par Trans-Landes  depuis 2012.

## Historique

### Réseau de 1990
Deux ans après la création du réseau Urbus, le réseau se compose de trois lignes 1 à 3, chacune de ces lignes est découpée en deux lignes A et B.
| No | Parcours                                                                                                  |
| -- | --- |
| 1A | Place Saint-Pierre ↔ La Pince Écoles / Pigneraie                                                          |
| 1B | Place Saint-Pierre ↔ Bois de Boulogne (de juin à septembre) / Lanot / Bain de Tercis (d'avril à novembre) |
| 2A | Place Saint-Pierre ↔ Palombière ↔ Village d'Entreprises (sauf samedi)                                     |
| 2B | Place Saint-Pierre ↔ Église Narrosse                                                                      |
| 3A | Place Saint-Pierre ↔ Christus                                                                             |
| 3B | Place Saint-Pierre ↔ Le Plateau ↔ Place Saint-Pierre                                                      |

### Réseau de 1995
En 1995, le réseau a peu évolué sur les lignes existantes, la principale modification est la création d'une desserte vers Saint-Vincent-de-Paul. Création de la ligne 1C qui reprend la desserte du bois de Boulogne et des établissements thermaux, de la ligne 1S à vocation scolaire et la ligne 2B dessert les hameaux de Narrosse.
| No | Parcours                                                                                         |
| -- | ------------------------------------------------------------------------------------------------ |
| 1A | Place Saint-Pierre ↔ La Pince École / Barradeau                                                  |
| 1B | Place Saint-Pierre ↔ Lanot / Bain de Tercis (d'avril à novembre)                                 |
| 1C | Place Saint-Pierre ↔ Château d'Eau (desserte du bois de Boulogne de juin à septembre)            |
| 1S | Place Saint-Pierre ↔ C. Ader (ligne scolaire)                                                    |
| 2A | Place Saint-Pierre ↔ Palombière ↔ Village d'Entreprises (sauf samedi)                            |
| 2B | Place Saint-Pierre ↔ Mairie Narrosse / Église Narrosse / Hourtiscat                              |
| 3A | Place Saint-Pierre ↔ Centre de Loisirs                                                           |
| 3B | Place Saint-Pierre ↔ Le Plateau ↔ Place Saint-Pierre                                             |
|    | Desserte : Place Saint-Pierre ↔ Mairie de Saint-Vincent-de-Paul via Buglose ↔ Place Saint-Pierre |

### Réseau de 1997

Logo Urbus

En 1997, le réseau est restructuré : Les lignes existantes sont restructurées pour former les lignes 1 à 6, création de la ligne dominicale portant l'indice D. Ce réseau est resté en vigueur jusqu'en 2005.
| No | Parcours                                                                                                   | Réseau de 1995         | Réseau de 2005     |
| -- | --- | ---------------------- | ------------------ |
| 1  | Barradeau ↔ Place Saint-Pierre ↔ Cimetière Haut Saint-Vincent                                              | Lignes 1A et 1B        | Lignes 1, 10 et 11 |
| 2  | Palombière ↔ Place Saint-Pierre ↔ Église Narrosse                                                          | Lignes 2A et 2B        | Lignes 2 et 8      |
| 3  | Le Plateau ↔ Place Saint-Pierre ↔ Centre de Loisirs                                                        | Lignes 3A et 3B        | Lignes 3 et 9      |
| 4  | Village Entreprises / Bruyères ↔ Place Saint-Pierre ↔ Château d'Eau (Bois de Boulogne de juin à septembre) | Lignes 1C et 2A        | Lignes 4 et 12     |
| 5  | Place Saint-Pierre ↔ Mairie Saint-Vincent-de-Paul ↔ Place Saint-Pierre                                     | Desserte Saint-Vincent | Ligne 6            |
| 6  | Berre ↔ Place Saint-Pierre                                                                                 | Ligne 1S               | Ligne 11           |
| D  | Christus ↔ Place Saint-Pierre ↔ Lanot (ligne du dimanche)                                                  | inexistante            | Ligne D            |

Le service de transport à la demande Com'Urbus a été créé en 2004 afin de desservir les communes éloignées de l'agglomération.

### Réseau de 2005
En février 2005, le réseau est restructuré à nouveau : les lignes existantes sont modifiées afin que les lignes partent toutes de la place Saint-Pierre et desservent de nouvelles communes.
- La ligne 1 devient au Nord la ligne 1 et au Sud-Ouest les lignes 10 et 11 ;
- La ligne 2 devient au Nord la ligne 2 et au Sud-Est la ligne 8 et un bout de la ligne 7 ;
- La ligne 3 devient au Nord la ligne 3 et au Sud la ligne 9 ;
- La ligne 4 devient au Nord la ligne 4 et au Sud la ligne 12 ;
- La ligne 5 devient la ligne 6 ;
- Suppression de l'ancienne ligne 6, Reprise par les lignes 10 et 11.
- Création de nouvelles lignes 5 et 7 inédites ;
- La ligne dominicale D est modifiée.
- Maintien du service Com'Urbus créé en 2003.

Création en novembre 2006 de la ligne 13, interne à la commune de Saint-Paul-lès-Dax, et de la ligne directe 14 entre la place Saint-Pierre et la gare SNCF de Dax. Cette dernière est supprimée lors de la mise en place du service Vitenville composé de trois lignes le 1er juin 2012, dont la ligne no 1 remplace la ligne 14. Dès le 7 juin 2012, une quatrième navette Vitenville est mise en service, puis d'une cinquième le 16 juillet 2012. La Vitenville no 3 est supprimée le 30 novembre 2012 à cause d'une fréquentation insuffisante, son indice est récupéré par la Vitenville no 5.
Ce réseau est resté en place jusqu'en juillet 2013 et à la mise en place du réseau Couralin.
| No | Parcours                                                                                  | Réseau de 1997 | Réseau de 2013 (Couralin)                   |
| -- | ----------------------------------------------------------------------------------------- | -------------- | ------------------------------------------- |
| 1  | Dax — Saint-Pierre ↔ Saint-Paul-lès-Dax — La Pince                                        | 1              | 1                                           |
| 2  | Dax — Saint-Pierre ↔ Saint-Paul-lès-Dax — Loustaou                                        | 2              | 4                                           |
| 3  | Dax — Saint-Pierre ↔ Saint-Paul-lès-Dax — Christus                                        | 3              | 3                                           |
| 4  | Dax — Saint-Pierre ↔ Saint-Paul-lès-Dax — Village d'Entreprises / Bruyères / La Bernadère | 4              | 2                                           |
| 5  | Dax — Saint-Pierre ↔ Saint-Vincent-de-Paul — Buglose                                      | Inexistante    | Couralin à la demande                       |
| 6  | Dax — Saint-Pierre ↔ Saint-Vincent-de-Paul — Mairie de Saint-Vincent de Paul              | 6              | Couralin à la demande                       |
| 7  | Dax — Saint-Pierre ↔ Yzosse — Mairie d'Yzosse                                             | Inexistante    | Couralin à la demande                       |
| 8  | Dax — Saint-Pierre ↔ Narrosse — Église de Narrosse                                        | 2              | 1 et Couralin à la demande                  |
| 9  | Dax — Saint-Pierre ↔ Dax — Le Plateau                                                     | 3              | 4                                           |
| 10 | Dax — Saint-Pierre ↔ Oeyreluy — Maison Familiale                                          | 1              | 3 et Couralin à la demande                  |
| 11 | Dax — Saint-Pierre ↔ Dax — Lanot                                                          | 1, 6           | 2                                           |
| 12 | Dax — Saint-Pierre ↔ Dax — Château d'Eau                                                  | 4              | Couralin à la demande, puis 5 (depuis 2014) |
| 13 | Saint-Paul-lès-Dax — La Pince ↔ Saint-Paul-lès-Dax — Grand Mail (Créé en 2006)            | Inexistante    | Supprimée                                   |
| 14 | Dax — Saint-Pierre ↔ Dax — Gare SNCF (Créé en 2006, supprimée en 2012)                    | Inexistante    | Supprimée                                   |
| D  | Saint-Paul-lès-Dax — Christus ↔ Dax — Lanot (ligne du dimanche)                           | Ligne D        | Lignes D1 et D2, puis D (depuis 2013)       |

| No              | Parcours                                                                             | Réseau de 1997 | Réseau de 2013             |
| --------------- | ------------------------------------------------------------------------------------ | -------------- | -------------------------- |
| Vitenville no 1 | Saint-Paul-lès-Dax — Marché Saint-Paul ↔ Dax — Fontaine Chaude                       | Inexistante    | Vitenville Fontaine Chaude |
| Vitenville no 2 | Dax — Place de la Chalosse ↔ Dax — Mairie de Dax                                     | Inexistante    | Vitenville Chalosse        |
| Vitenville no 3 | Dax — Place de la Torte ↔ Dax — Mairie de Dax (Initialement Vitenville no 5)         | Inexistante    | Vitenville La Torte        |
| Vitenville no 3 | Saint-Paul-lès-Dax — Parking du Temps Libre ↔ Dax — Passerelle (Supprimée en 2012)   | Inexistante    | Supprimée                  |
| Vitenville no 4 | Saint-Paul-lès-Dax — Parking du Temps Libre ↔ Saint-Paul-lès-Dax — Marché Saint-Paul | Inexistante    | Vitenville Temps Libre     |
| Vitenville no 5 | Rebaptisée Vitenville no 3 après la suppression de la première ligne                 | Inexistante    | Supprimée                  |

### Réseau de 2013
En 2013, le réseau est remanié : les 15 lignes sont fusionnées ou supprimées pour en faire 7. Les lignes sont numérotées de 1 à 6 et une ligne qui circule le dimanche, la ligne D
| No | Parcours                                                                                                | Réseau de 2005 | Réseau de 2022   |
| -- | --- | -------------- | ---------------- |
| 1  | Saint-Paul-lès-Dax - Barradeau ↔ Narosse - Mairie                                                       | Lignes 1 et 8  | Lignes 1 et 6    |
| 2  | Saint-Paul-lès-Dax - Village d'Entreprises / Bruyères ↔ Dax - Lanot                                     | Lignes 4 et 11 | Lignes 2 et 4    |
| 3  | Saint-Paul-lès-Dax - Christus Centre de Loisirs ↔ Seyeresse - Vieux Bourg / Oyereluy - Maison Familiale | Lignes 3 et 10 | Lignes 3, 5 et 7 |
| 4  | Saint-Paul-lès-Dax - Loustaou ↔ Dax - Village Landais                                                   | Lignes 2 et 9  | Lignes 3 et 4    |
| 5  | Dax - PEM Gare SNCF ↔ Tercis-lès-Bain - Eglise                                                          | Ligne 12       | Ligne 5          |
| 6  | Saint-Vincent-de-Paul - Berceau ↔ Dax - Place Saint-Pierre ↔ Saugnac-et-Cambran - Orée du Bois          | Lignes 5 et 6  | Ligne 6          |
| D  | Saint-Paul-lès-Dax - Christus Centre de Loisirs ↔ Dax - Bois de Boulogne                                | Ligne D        | Ligne 7          |

## Le réseau

### Présentation

Logo du Grand Dax

Couralin est le nom du réseau de transport qui dessert la Communauté d'agglomération du Grand Dax. Exploité par Trans-Landes, qui a remplacé la Régie des Transports Landais en 2012.
La répartition du capital de la société Trans-Landes est de 60 % pour le Conseil général des Landes et 40 % pour la Communauté d'agglomération du Grand Dax.
Le 8 juillet 2013, le réseau Urbus, créé en 1988, a été remplacé par le réseau Couralin composé de deux lignes principales, trois lignes secondaires, une ligne dominicale ainsi que d'un service de transport à la demande, baptisé Couralin à la demande. Le nouveau nom fait référence aux couralins, les bateaux à fond plat utilisés sur l'Adour.
La mise en place du réseau Couralin a été accompagnée de la mise en place de la billettique sans-contact à l'aide de carte d'abonnement nominatives à puces RFID. La tarification a été revue : Le ticket à l'unité reste à 1 €, le carnet de dix voyages passe de 6 à 5 €, l'abonnement mensuel passe de 14 à 10 € et création d'un abonnement annuel qui est à 100 €, ce dernier est à 20 € pour les étudiants, les seniors et les tarifs sociaux sous conditions.

### Un réseau hiérarchisé
Les transports du Grand Dax proposent une offre hiérarchisée. La desserte est composée de :
- Couralin, le réseau de bus avec 
  - Deux lignes principales indicées 1 et 2 ;
  - Quatre lignes secondaires indicées 3, 4, 5 et 6 ;
  - Une ligne des dimanches et jours fériés indicée 7 ;
  - Sept lignes de transport à la demande, le Couralin+ indicées A, B, C, D, E, F et G » ;
- Vitenville, le réseau de navettes gratuites
- Cyclenville, le service de vélo partage gratuit.

Réseau de bus Couralin
Réseau de navette Vitenville
Réseau de velo en libre service Cyclenville

### Lignes régulières
Ces six lignes couvrent les communes de Dax, Saint-Paul-lès-Dax, Narrosse, Seyresse, Oeyreluy et Saint-Vincent-de-Paul. Elles sont classées en deux types : lignes principales et secondaires. Les lignes 1 à 5 circulent de 07h00 à 20h00.

#### Lignes principales
La fréquence de ces deux lignes est de vingt minutes en heures de pointe et de quarante minutes en heures creuses.
Note : dans les tableaux ci-dessous, PMR signifie « Personne à Mobilité Réduite ». Les arrêts non-PMR étant des arrêts où les trottoirs ne sont pas surélevés..
| Ligne | Caractéristiques | Caractéristiques                                               | Caractéristiques                                               | Caractéristiques                                               | Caractéristiques                                               | Caractéristiques                                               | Caractéristiques                                               | Caractéristiques                                               | Caractéristiques                                               |
| 1     | Saint-Paul-lès-Dax — Barradeau ⥋ Narrosse — Mairie Narrosse | Saint-Paul-lès-Dax — Barradeau ⥋ Narrosse — Mairie Narrosse    | Saint-Paul-lès-Dax — Barradeau ⥋ Narrosse — Mairie Narrosse    | Saint-Paul-lès-Dax — Barradeau ⥋ Narrosse — Mairie Narrosse    | Saint-Paul-lès-Dax — Barradeau ⥋ Narrosse — Mairie Narrosse    | Saint-Paul-lès-Dax — Barradeau ⥋ Narrosse — Mairie Narrosse    | Saint-Paul-lès-Dax — Barradeau ⥋ Narrosse — Mairie Narrosse    | Saint-Paul-lès-Dax — Barradeau ⥋ Narrosse — Mairie Narrosse    | Saint-Paul-lès-Dax — Barradeau ⥋ Narrosse — Mairie Narrosse    |
| ----- | --- | -------------------------------------------------------------- | -------------------------------------------------------------- | -------------------------------------------------------------- | -------------------------------------------------------------- | -------------------------------------------------------------- | -------------------------------------------------------------- | -------------------------------------------------------------- | -------------------------------------------------------------- |
| 1     | Ouverture / Fermeture 1er septembre 2022 / — | Longueur —                                                     | Durée ~ 40 min                                                 | Nb. d’arrêts 42                                                | Matériel Mercedes Citaro NGT Hybrid                            | Jours de fonctionnement L, Ma, Me, J, V, S                     | Jour / Soir / Nuit / Fêtes O / N / N / N                       | Voy. / an —                                                    | Exploitant Trans-Landes                                        |
| 1     | Desserte : - Villes et lieux desservis : Saint-Paul-lès-Dax (Barradeau, Pigneraie, La Cible, Avenue Du Lac, Les Frênes, Les Chênes, La Pince Camot, École La Pince, Aiglon, Anguiaou, Mahourat, Casino, Résistance Stade, Gellibert, Mairie Saint-Paul, Mimosas, Lycée Haroun Tazieff, Grand Mail, Avenue de la Liberté), Dax (Pôle dEchanges Multimodal (Gare SNCF), Percée du Sablar, Arènes, Pont des Arènes, F. Bernède, C. Mathieu, M. Utrillo, Hôpital, Croix Blanche, Argoubet, Collège d'Albret, Haut Saint-Pierre, Narrosse (Brana, Pécout, Camping, Bediosse, Lartigaou, Narrosse Mairie, La Poste, Téoulérotte, Parking Relais, Mozart, Albret) - Gares desservies : Gare de Dax                                                                                                |                                                                |                                                                |                                                                |                                                                |                                                                |                                                                |                                                                |                                                                |
| 1     | Autre : - Arrêts non accessibles PMR : Pigneraie, La Pince Camot, Gellibert, Mairie Saint-Paul, Avenue de la Liberté, F. Bernède, C. Mathieu, M. Utrillo, Argoubet, La Poste, Téoulérotte, Parking Relais et Haut Saint-Pierre. - Amplitudes horaires : La ligne fonctionne du lundi au vendredi de 7 h à 20 h 20 et le samedi de 6 h 50 à 20 h 5 environ. - Particularités : - desserte des arrêts Mimosas, Lycée Haroun Tazieff et Grand Mail uniquement en période scolaire (1 aller le matin, 1 retour l'après-midi et mercredi midi) ; - desserte de Les Frênes', "Les Chênes, F. Bèrnede, C. Mathieu et M. Utrillo uniquement à certains services ; - Il s'agit de l'unique ligne qui ne fait aucun arrêt à la place Saint-Pierre. - Date de dernière mise à jour : 30 juillet 2024. |                                                                |                                                                |                                                                |                                                                |                                                                |                                                                |                                                                |                                                                |
| 1     | Dernière actualisation : — |                                                                |                                                                |                                                                |                                                                |                                                                |                                                                |                                                                |                                                                |
| 2     | Saint-Paul-lès-Dax — Collège Danielle Mitterrand ⥋ Dax — Lanot | Saint-Paul-lès-Dax — Collège Danielle Mitterrand ⥋ Dax — Lanot | Saint-Paul-lès-Dax — Collège Danielle Mitterrand ⥋ Dax — Lanot | Saint-Paul-lès-Dax — Collège Danielle Mitterrand ⥋ Dax — Lanot | Saint-Paul-lès-Dax — Collège Danielle Mitterrand ⥋ Dax — Lanot | Saint-Paul-lès-Dax — Collège Danielle Mitterrand ⥋ Dax — Lanot | Saint-Paul-lès-Dax — Collège Danielle Mitterrand ⥋ Dax — Lanot | Saint-Paul-lès-Dax — Collège Danielle Mitterrand ⥋ Dax — Lanot | Saint-Paul-lès-Dax — Collège Danielle Mitterrand ⥋ Dax — Lanot |
| 2     | Ouverture / Fermeture 1er septembre 2022 / — | Longueur —                                                     | Durée ~ 35 min                                                 | Nb. d’arrêts 25                                                | Matériel Mercedes Citaro NGT Hybrid                            | Jours de fonctionnement L, Ma, Me, J, V, S                     | Jour / Soir / Nuit / Fêtes O / N / N / N                       | Voy. / an —                                                    | Exploitant Trans-Landes                                        |
| 2     | Desserte : - Villes et lieux desservis : Saint-Paul-lès-Dax (Collège Danielle Mitterrand, Grand Mail, Lycée Haroun Taziieff, Mimosas, Avenue de la Liberté), Dax (Pôle dEchanges Multimodal (Gare SNCF), Percée du Sablar, Arènes, Place Saint-Pierre, Nelson Mandela, Marché Couvert, Collège Léon des Landes, Jean Le Bon, Lycée Borda, Frédéric Mistral, Cimetière Saint-Vincent, Ecole de Berre, Jean Mermoz, CILOF, Aérodrome, Hauts de Saubagnacq, Piton, Lanot) - Gares desservies : Gare de Dax |                                                                |                                                                |                                                                |                                                                |                                                                |                                                                |                                                                |                                                                |
| 2     | Autre : - Arrêts non accessibles PMR :Avenue de la Liberté, Jean-le-Bon, CILOF (vers Lanot), et Hauts de Saubagnacq. - Amplitudes horaires : La ligne fonctionne du lundi au vendredi de 6 h 45 à 20 h 30 et le samedi de 7 h 10 à 20 h 25 environ. - Particularités : - desserte du Nelson Mandela uniquement le Samedi matin jusqu'à 13h30, en remplacement de l'arrêt Marché Couvert. - Date de dernière mise à jour : 1er septembre 2022. |                                                                |                                                                |                                                                |                                                                |                                                                |                                                                |                                                                |                                                                |
| 2     | Dernière actualisation : — |                                                                |                                                                |                                                                |                                                                |                                                                |                                                                |                                                                |                                                                |

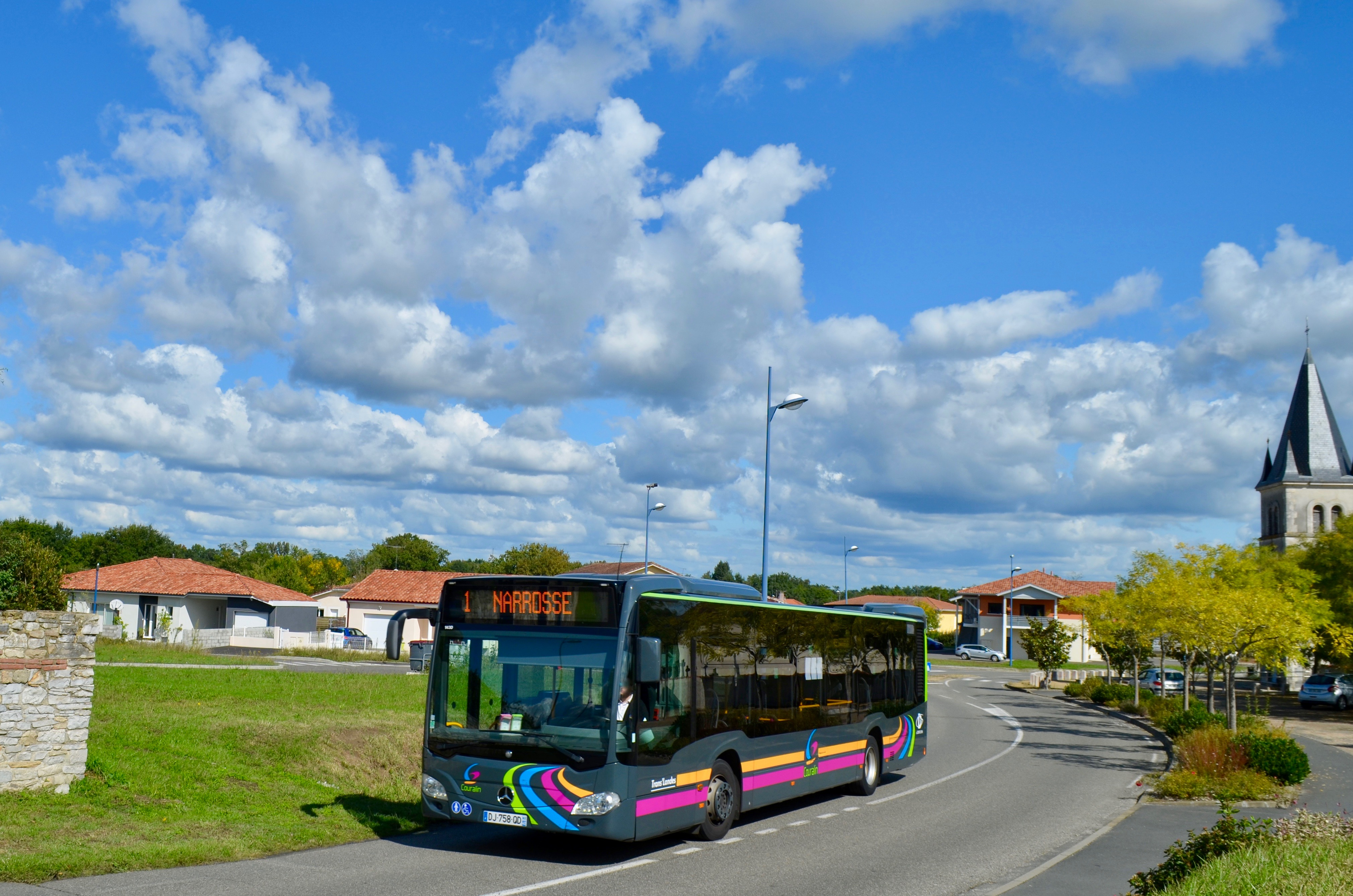
Ligne 1
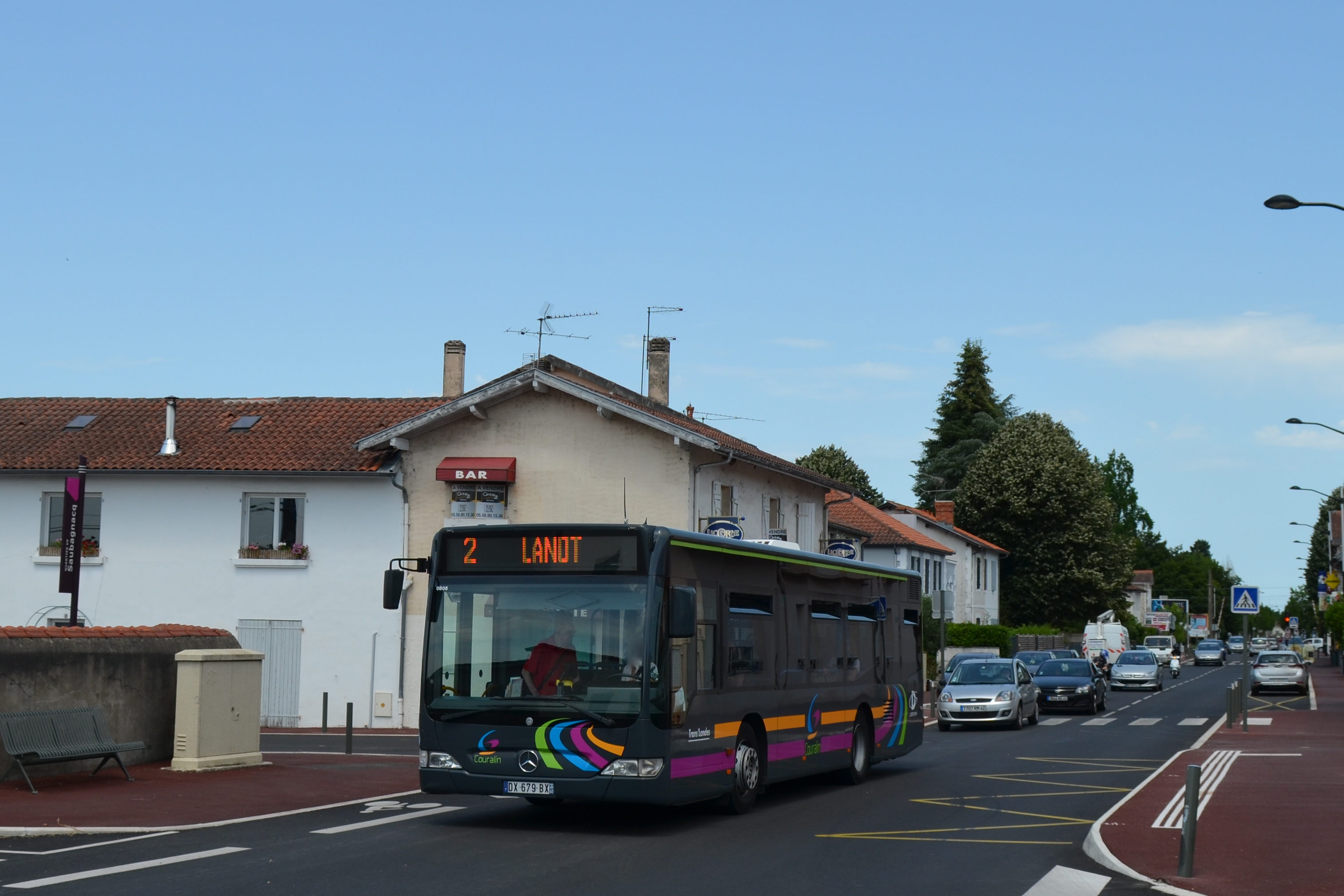
Ligne 2

#### Lignes secondaires
La fréquence des lignes 3 et 4 est de trente minutes en heures de pointe et de quarante minutes en heures creuses. La ligne 5 a cinq allers et six retours par jour.
| Ligne | Caractéristiques | Caractéristiques                                                               | Caractéristiques                                                               | Caractéristiques                                                               | Caractéristiques                                                               | Caractéristiques                                                               | Caractéristiques                                                               | Caractéristiques                                                               | Caractéristiques                                                               |
| 3     | Saint-Paul-lès-Dax — Christus - Centre de Loisirs ⥋ Seyresse — Vieux Bourg | Saint-Paul-lès-Dax — Christus - Centre de Loisirs ⥋ Seyresse — Vieux Bourg     | Saint-Paul-lès-Dax — Christus - Centre de Loisirs ⥋ Seyresse — Vieux Bourg     | Saint-Paul-lès-Dax — Christus - Centre de Loisirs ⥋ Seyresse — Vieux Bourg     | Saint-Paul-lès-Dax — Christus - Centre de Loisirs ⥋ Seyresse — Vieux Bourg     | Saint-Paul-lès-Dax — Christus - Centre de Loisirs ⥋ Seyresse — Vieux Bourg     | Saint-Paul-lès-Dax — Christus - Centre de Loisirs ⥋ Seyresse — Vieux Bourg     | Saint-Paul-lès-Dax — Christus - Centre de Loisirs ⥋ Seyresse — Vieux Bourg     | Saint-Paul-lès-Dax — Christus - Centre de Loisirs ⥋ Seyresse — Vieux Bourg     |
| ----- | --- | ------------------------------------------------------------------------------ | ------------------------------------------------------------------------------ | ------------------------------------------------------------------------------ | ------------------------------------------------------------------------------ | ------------------------------------------------------------------------------ | ------------------------------------------------------------------------------ | ------------------------------------------------------------------------------ | ------------------------------------------------------------------------------ |
| 3     | Ouverture / Fermeture 1er septembre 2022 / — | Longueur —                                                                     | Durée ~ 35 min                                                                 | Nb. d’arrêts 34                                                                | Matériel Mercedes Citaro NGT hybrid ou Mercedes Citaro K                       | Jours de fonctionnement L, Ma, Me, J, V, S                                     | Jour / Soir / Nuit / Fêtes O / N / N / N                                       | Voy. / an —                                                                    | Exploitant Trans-Landes                                                        |
| 3     | Desserte : - Villes et lieux desservis : Saint-Paul-lès-Dax (Christus - Centre de Loisirs, Christus, Piscine Saint-Paul, Beliot, Capot, Bridot Nord, Palombière, Diderot, Loustaou, Oddos, Foch, Toumalin, Avenue de la Liberté), Dax (Pôle d'Echanges Multimodal (Gare SNCF), Percée du Sablar, Saint-Vincent de Paul, Ecole du Sablar, Lespes, Cinéma, Arènes, Place Saint-Pierre, Nelson Mandela, Collège Léon des Landes, Lycée Borda, Borda Cuyes, Hondelatte, La Torte, Porte Sud, Nungesser et Coli, Musée de l'Alat), Seyresse (Mairie de Seyresse, CFA Route de Pomes, Seyresse Vieux Bourg) - Gares desservies : Gare de Dax                                                            |                                                                                |                                                                                |                                                                                |                                                                                |                                                                                |                                                                                |                                                                                |                                                                                |
| 3     | Autre : - Arrêts non accessibles PMR' : Christus - Centre de Loisirs, Christus, Piscine Saint-Paul, Beliot, Capot, Bridot Nord, Palombière, Diderot, Oddos, Avenue de la Liberté, Percée du Sablar, Saint-Vincent de Paul, Lespes, Cinéma, Musée de l'Alat et CFA Route de Pomes. - Amplitudes horaires : La ligne fonctionne du lundi au vendredi de 6 h 55 à 19 h 35 et le samedi de 7 h à 19 h 35 environ. - Particularités : - les arrêts Collège Léon des Landes et Lycée Borda sont desservis uniquement en période scolaire ; - les arrêts Saint-Vincent-de-Paul, Ecole du Sablar, Lèspes, Cinéma sont desservis qu'à certains services. - Date de dernière mise à jour : 30 juillet 2024. |                                                                                |                                                                                |                                                                                |                                                                                |                                                                                |                                                                                |                                                                                |                                                                                |

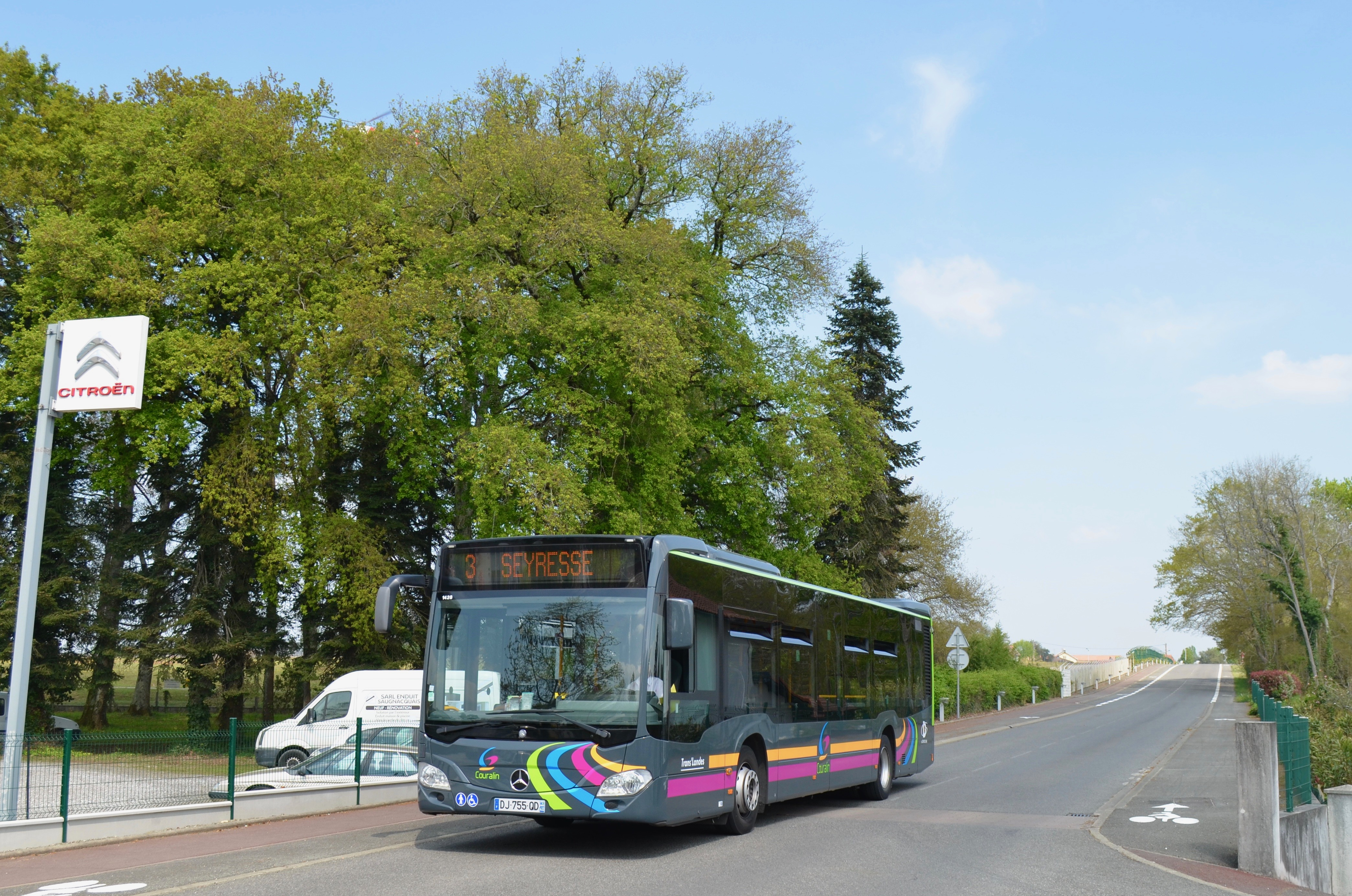
Ligne 3
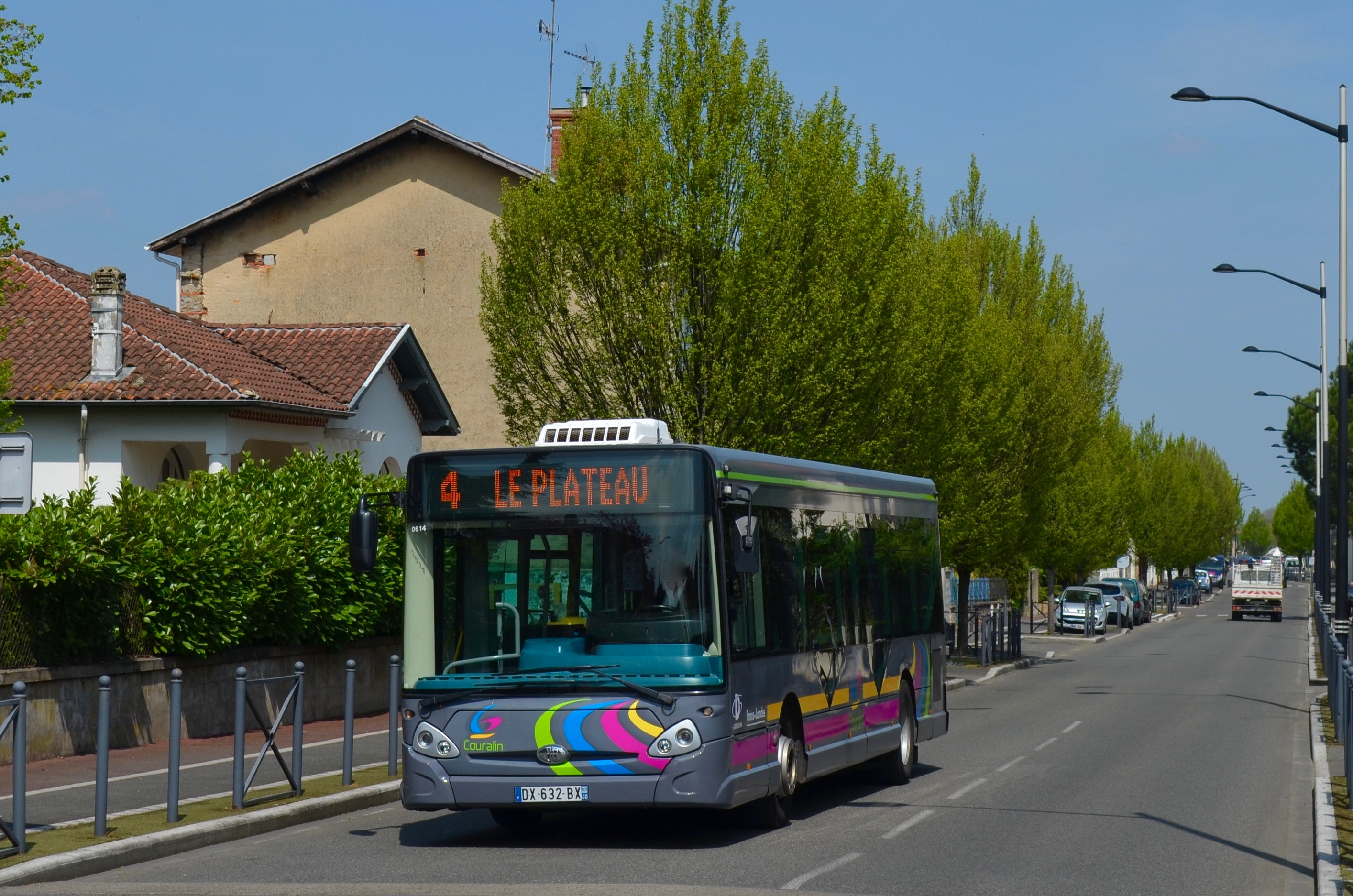
Ligne 4
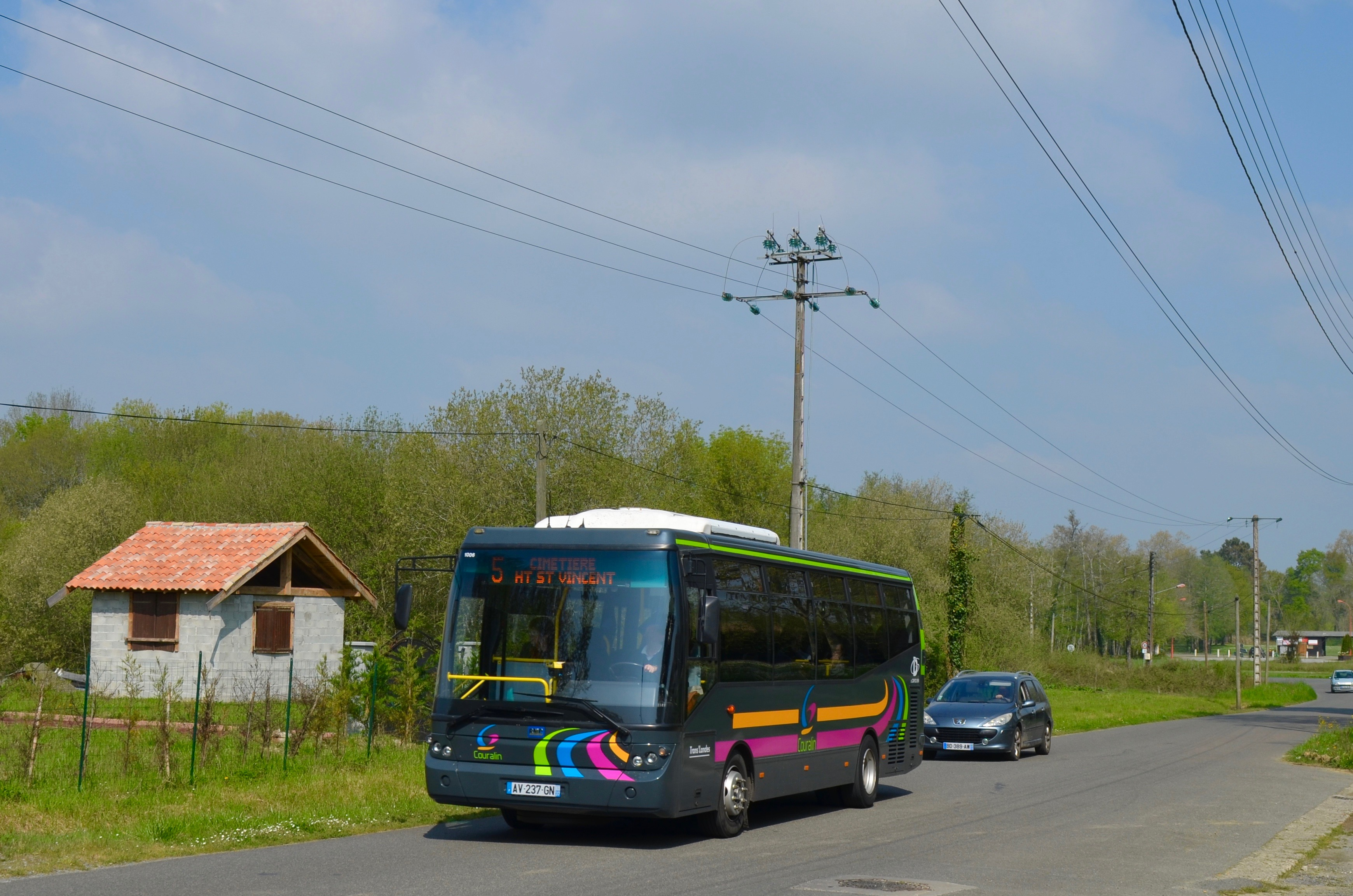
Ligne 5

| 3     | Dernière actualisation : — |                                                                                |                                                                                |                                                                                |                                                                                |                                                                                |                                                                                |                                                                                |                                                                                |
| 4     | Saint-Paul-lès-Dax — Bruyères ou Village Entreprises 2 ⥋ Dax — Village Landais | Saint-Paul-lès-Dax — Bruyères ou Village Entreprises 2 ⥋ Dax — Village Landais | Saint-Paul-lès-Dax — Bruyères ou Village Entreprises 2 ⥋ Dax — Village Landais | Saint-Paul-lès-Dax — Bruyères ou Village Entreprises 2 ⥋ Dax — Village Landais | Saint-Paul-lès-Dax — Bruyères ou Village Entreprises 2 ⥋ Dax — Village Landais | Saint-Paul-lès-Dax — Bruyères ou Village Entreprises 2 ⥋ Dax — Village Landais | Saint-Paul-lès-Dax — Bruyères ou Village Entreprises 2 ⥋ Dax — Village Landais | Saint-Paul-lès-Dax — Bruyères ou Village Entreprises 2 ⥋ Dax — Village Landais | Saint-Paul-lès-Dax — Bruyères ou Village Entreprises 2 ⥋ Dax — Village Landais |
| 4     | Ouverture / Fermeture 1er septembre 2022 / — | Longueur —                                                                     | Durée ~ 30 min                                                                 | Nb. d’arrêts 29                                                                | Matériel Mercedes Citaro NGT Hybride ou Citaro K                               | Jours de fonctionnement L, Ma, Me, J, V, S                                     | Jour / Soir / Nuit / Fêtes O / N / N / N                                       | Voy. / an —                                                                    | Exploitant Trans-Landes                                                        |
| 4     | Desserte : - Villes et lieux desservis : Saint-Paul-lès-Dax (Hippodrome, Village Entreprises 1, Village Entreprises 2, Mathalin, Bruyères, Pierre Benoit, Gaston Phoebus, La Bernadère, Collage Danielle Mitterand, Grand Mail, Lycée Haroun Tazieff, Mimosas Avenue de la Liberté), Dax (Pôle d'Echanges Multimodal (Gare SNCF), Percée du Sablar, Arènes, Place Saint-Pierre, Claude Lorrin, Labadie, La Hire, Les Pins, Place Gond, Aspremont, Tunnel, Sopal, La Parcelle, Joseph de Laurens, Le Plateau, Village Landais). - Gares desservies : Gare de Dax |                                                                                |                                                                                |                                                                                |                                                                                |                                                                                |                                                                                |                                                                                |                                                                                |
| 4     | Autre : - Arrêts non accessibles PMR : Village Entreprises 1, Bruyères, Pierre Benoit, Avenue de la Liberté, Sopal, Joseph de Laurens et Le Plateau. - Amplitudes horaires : La ligne fonctionne du lundi au samedi de 7 h 10 à 19 h 30 environ. - Date de dernière mise à jour : 30 juillet 2024. |                                                                                |                                                                                |                                                                                |                                                                                |                                                                                |                                                                                |                                                                                |                                                                                |
| 4     | Dernière actualisation : — |                                                                                |                                                                                |                                                                                |                                                                                |                                                                                |                                                                                |                                                                                |                                                                                |
| 5     | Tercis — Bellevue ⥋ Dax — Pôle d'Echanges Multimodal (Gare SNCF) | Tercis — Bellevue ⥋ Dax — Pôle d'Echanges Multimodal (Gare SNCF)               | Tercis — Bellevue ⥋ Dax — Pôle d'Echanges Multimodal (Gare SNCF)               | Tercis — Bellevue ⥋ Dax — Pôle d'Echanges Multimodal (Gare SNCF)               | Tercis — Bellevue ⥋ Dax — Pôle d'Echanges Multimodal (Gare SNCF)               | Tercis — Bellevue ⥋ Dax — Pôle d'Echanges Multimodal (Gare SNCF)               | Tercis — Bellevue ⥋ Dax — Pôle d'Echanges Multimodal (Gare SNCF)               | Tercis — Bellevue ⥋ Dax — Pôle d'Echanges Multimodal (Gare SNCF)               | Tercis — Bellevue ⥋ Dax — Pôle d'Echanges Multimodal (Gare SNCF)               |
| 5     | Ouverture / Fermeture 1er septembre 2022 / — | Longueur —                                                                     | Durée ~ 40 min                                                                 | Nb. d’arrêts 28                                                                | Matériel Mercedes Citaro Hybrid NGT ou Citaro K                                | Jours de fonctionnement L, Ma, Me, J, V                                        | Jour / Soir / Nuit / Fêtes O / N / N / N                                       | Voy. / an —                                                                    | Exploitant Trans-Landes                                                        |
| 5     | Desserte : - Villes et lieux desservis : Tercis (Bellevue, Grand Cassiède, Camping, Eglise, Résidence des Thermes ), Oeyreluy (Maison Familiale, Stade, Centre Bourg, Lacrouzade, Aiguille), Dax (Cimetière Haut Saint-Vincent, Talamon, Stade Colette Besson, Château d'Eau, LeMousse, Rue Forceries, Jouandin, Bascat, Bois de Boulogne, Pouy, Lazaristes, Dominicaines, Marché Couvert, Collège Léon des Landes, Place Saint-Pierre, Arènes, Percée du Sablar, Pôle d'Echanges Multimodal (Gare SNCF) - Gares desservies : Gare de Dax |                                                                                |                                                                                |                                                                                |                                                                                |                                                                                |                                                                                |                                                                                |                                                                                |
| 5     | Autre : - Arrêts non accessibles PMR : Bellevue, Grand Cassiède, Camping, Résidence des Thermes, Maison Familiale, Lacrouzade, Aiguille, Talamon, Le Mousse,, Bascat, Bois de Boulogne et Percée du Sablar. - Amplitudes horaires : La ligne fonctionne du lundi au vendredi de 7 h à 9 h 16 et de 12 h à 19 h 31 environ. - Particularités : - cette ligne ne circule pas les samedis et lors des périodes de vacances scolaires ; - desserte du Bois de Boulogne en fin ou début d'après-midi (selon le sens). - Date de dernière mise à jour : 30 juillet 2024. |                                                                                |                                                                                |                                                                                |                                                                                |                                                                                |                                                                                |                                                                                |                                                                                |
| 5     | Dernière actualisation : — |                                                                                |                                                                                |                                                                                |                                                                                |                                                                                |                                                                                |                                                                                |                                                                                |
| 6     | Saint-Vincent-de-Paul — Maire / Berceau ⥋ Narrosse Bédiosse | Saint-Vincent-de-Paul — Maire / Berceau ⥋ Narrosse Bédiosse                    | Saint-Vincent-de-Paul — Maire / Berceau ⥋ Narrosse Bédiosse                    | Saint-Vincent-de-Paul — Maire / Berceau ⥋ Narrosse Bédiosse                    | Saint-Vincent-de-Paul — Maire / Berceau ⥋ Narrosse Bédiosse                    | Saint-Vincent-de-Paul — Maire / Berceau ⥋ Narrosse Bédiosse                    | Saint-Vincent-de-Paul — Maire / Berceau ⥋ Narrosse Bédiosse                    | Saint-Vincent-de-Paul — Maire / Berceau ⥋ Narrosse Bédiosse                    | Saint-Vincent-de-Paul — Maire / Berceau ⥋ Narrosse Bédiosse                    |
| 6     | Ouverture / Fermeture 1er septembre 2022 / — | Longueur —                                                                     | Durée ~ 40 à 55 min                                                            | Nb. d’arrêts 36                                                                | Matériel Mercedes Citaro NGT Hybrid ou Citaro K                                | Jours de fonctionnement L, Ma, Me, J, V, S                                     | Jour / Soir / Nuit / Fêtes O / N / N / N                                       | Voy. / an —                                                                    | Exploitant Trans-Landes                                                        |
| 6     | Desserte : - Villes et lieux desservis : Saint-Vincent-de-Paul (Berceau, Buglose Ecole, Houn Dou Bern, Glacière, Gordes, Jacky, Mairie, Rue des Ecoles, Chine, Covoiturage Sud), Saint-Paul-lès-Dax (Collège Danielle Mitterrand, Grand Mail, Lycée Haroun Tazieff, Avenue de la Liberté), Dax (Pôle d'Echanges Multimodal (Gare SNCF), Percée du Sablar, Pont Des Arènes, Place ST-Pierre, Claude Lorrin, Pl. De La Chalosse, Conservatoire De Musique, Stade Darrigade, Denis), Narrosse (Albret, Mozart, Parking Relais, Estiet, Téoulérotte, La Poste, Partensots, Mourté, Centre de Loisirs, Mairie de Narrosse), Saugnac-et-Cambran (Begu) - Gares desservies : Gare de Dax                 |                                                                                |                                                                                |                                                                                |                                                                                |                                                                                |                                                                                |                                                                                |                                                                                |
| 6     | Autre : - Arrêts non accessibles PMR : Glacière, Jacky, Chine, Avenue de la Liberté, Conservatoire de Musique, Denis, Parking Relais, Estiet, Téoulérotte, La Poste, Partensots, Mourté, Centre de Loisirs, Begu - Amplitudes horaires : La ligne fonctionne du lundi au samedi de 6 h 58 à 19 h 41 environ. - Particularités : - les arrêts Berceau et Collège Danielle Mitterrand ne sont desservis qu'à certains services ; - sur certains circuits, le terminus devient la Mairie de Saint-Vincent-de-Paul lorsque l'arrêt Berceau n'est pas desservi. - Date de dernière mise à jour : 20 novembre 2024.                                                                                     |                                                                                |                                                                                |                                                                                |                                                                                |                                                                                |                                                                                |                                                                                |                                                                                |
| 6     | Dernière actualisation : — |                                                                                |                                                                                |                                                                                |                                                                                |                                                                                |                                                                                |                                                                                |                                                                                |

- Ligne 3
- Ligne 4
- Ligne 5

#### Ligne du dimanche
Depuis décembre 2016, cette ligne ne fonctionne plus que de mars à novembre, de 13h à 19h et de manière étendue (avec terminus au Bois de Boulogne) comme en été. En dehors de cette période, celle-ci est suspendue.
| Ligne | Caractéristiques | Caractéristiques                                                         | Caractéristiques                                                         | Caractéristiques                                                         | Caractéristiques                                                         | Caractéristiques                                                         | Caractéristiques                                                         | Caractéristiques                                                         | Caractéristiques                                                         |
| D     | Saint-Paul-lès-Dax — Christus Centre de Loisirs ⥋ Dax - Bois de Boulogne | Saint-Paul-lès-Dax — Christus Centre de Loisirs ⥋ Dax - Bois de Boulogne | Saint-Paul-lès-Dax — Christus Centre de Loisirs ⥋ Dax - Bois de Boulogne | Saint-Paul-lès-Dax — Christus Centre de Loisirs ⥋ Dax - Bois de Boulogne | Saint-Paul-lès-Dax — Christus Centre de Loisirs ⥋ Dax - Bois de Boulogne | Saint-Paul-lès-Dax — Christus Centre de Loisirs ⥋ Dax - Bois de Boulogne | Saint-Paul-lès-Dax — Christus Centre de Loisirs ⥋ Dax - Bois de Boulogne | Saint-Paul-lès-Dax — Christus Centre de Loisirs ⥋ Dax - Bois de Boulogne | Saint-Paul-lès-Dax — Christus Centre de Loisirs ⥋ Dax - Bois de Boulogne |
| ----- | --- | ------------------------------------------------------------------------ | ------------------------------------------------------------------------ | ------------------------------------------------------------------------ | ------------------------------------------------------------------------ | ------------------------------------------------------------------------ | ------------------------------------------------------------------------ | ------------------------------------------------------------------------ | ------------------------------------------------------------------------ |
| D     | Ouverture / Fermeture 6 juillet 2014 / — | Longueur —                                                               | Durée ~ 30 min                                                           | Nb. d’arrêts 18                                                          | Matériel Midibus                                                         | Jours de fonctionnement D et jours fériés                                | Jour / Soir / Nuit / Fêtes O / N / N / O                                 | Voy. / an —                                                              | Exploitant Trans-Landes                                                  |
| D     | Desserte : - Villes et lieux desservis : Saint-Paul-lès-Dax (Christus - Centre de Loisirs, Christus, Piscine Saint-Paul, Cimetière Loustalot, Gellibert, Mairie Saint-Paul, Avenue de la Liberté), Dax (Pôle d'Echanges Multimodal - Gare SNCF, Percée du Sablar, Arènes, Hôpital, Place Saint-Pierre, Marché Couvert, Léon des Landes, Dominicaines, Lazaristes, Pouy, Bois de Boulogne) - Gares desservies : Gare de Dax                                                             |                                                                          |                                                                          |                                                                          |                                                                          |                                                                          |                                                                          |                                                                          |                                                                          |
| D     | Autre : - Arrêts non accessibles PMR : Christus - Centre de Loisirs, Christus, Piscine Saint-Paul, Gellibert, Avenue de la Liberté, Marché Couvert (vers Bois de Boulogne) et Bois de Boulogne. - Amplitudes horaires : La ligne fonctionne les dimanches et jours fériés de 13 h 30 à 19 h 0. - Particularités : Cette ligne ne fonctionne que de début mars à fin novembre. En dehors de cette période, celle-ci est suspendue. - Date de dernière mise à jour : 1er septembre 2022. |                                                                          |                                                                          |                                                                          |                                                                          |                                                                          |                                                                          |                                                                          |                                                                          |
| D     | Dernière actualisation : — |                                                                          |                                                                          |                                                                          |                                                                          |                                                                          |                                                                          |                                                                          |                                                                          |

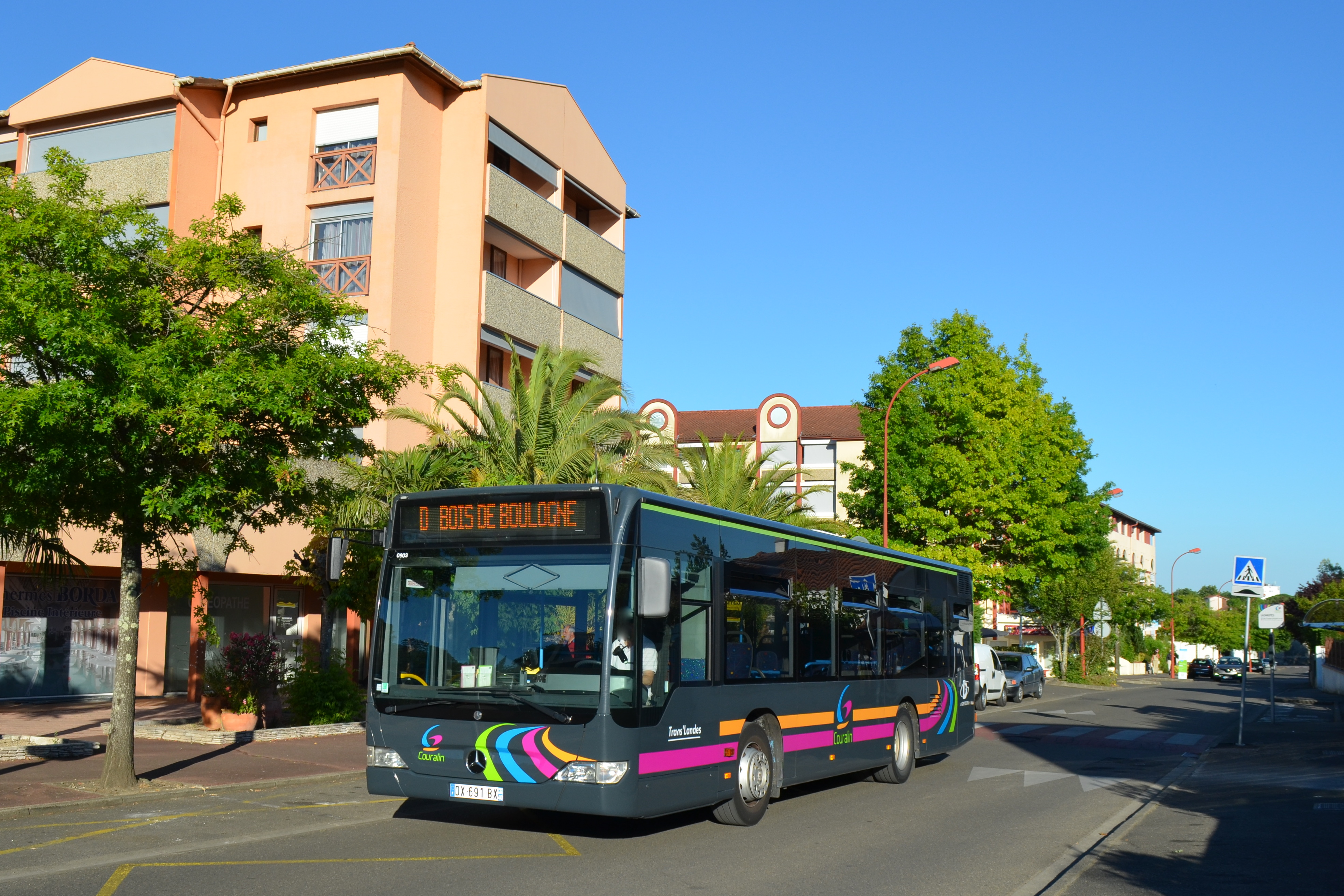
Ligne D

### Transport à la demande
Couralin à la demande couvre les autres communes de l'agglomération et certains quartiers de Dax, Narrosse et Saint-Paul-lès-Dax à raison de trois horaires d'arrivée et de départ à Dax et de trois réservations par personne et par semaine. En effet, une inscription est nécessaire avant la première réservation, une pièce d'identité et un justificatif de domicile est demandé, ce qui limite l'accès au service aux habitants du Grand Dax.
| Ligne | Caractéristiques | Caractéristiques | Caractéristiques | Caractéristiques | Caractéristiques | Caractéristiques | Caractéristiques | Caractéristiques | Caractéristiques |
| TAD   | Couralin à la demande | Couralin à la demande | Couralin à la demande | Couralin à la demande | Couralin à la demande | Couralin à la demande | Couralin à la demande | Couralin à la demande | Couralin à la demande |
| TAD   | Dax — Pôle d’Échanges Multimodal (Gare SNCF) / Place Saint-Pierre / Hôpital ⥋ Desserte des autres communes de l'agglomération | Dax — Pôle d’Échanges Multimodal (Gare SNCF) / Place Saint-Pierre / Hôpital ⥋ Desserte des autres communes de l'agglomération | Dax — Pôle d’Échanges Multimodal (Gare SNCF) / Place Saint-Pierre / Hôpital ⥋ Desserte des autres communes de l'agglomération | Dax — Pôle d’Échanges Multimodal (Gare SNCF) / Place Saint-Pierre / Hôpital ⥋ Desserte des autres communes de l'agglomération | Dax — Pôle d’Échanges Multimodal (Gare SNCF) / Place Saint-Pierre / Hôpital ⥋ Desserte des autres communes de l'agglomération | Dax — Pôle d’Échanges Multimodal (Gare SNCF) / Place Saint-Pierre / Hôpital ⥋ Desserte des autres communes de l'agglomération | Dax — Pôle d’Échanges Multimodal (Gare SNCF) / Place Saint-Pierre / Hôpital ⥋ Desserte des autres communes de l'agglomération | Dax — Pôle d’Échanges Multimodal (Gare SNCF) / Place Saint-Pierre / Hôpital ⥋ Desserte des autres communes de l'agglomération | Dax — Pôle d’Échanges Multimodal (Gare SNCF) / Place Saint-Pierre / Hôpital ⥋ Desserte des autres communes de l'agglomération |
| ----- | --- | --- | --- | --- | --- | --- | --- | --- | --- |
| TAD   | Ouverture / Fermeture 8 juillet 2013 / — | Longueur — | Durée — | Nb. d’arrêts 43 | Matériel Minibus Ludospace | Jours de fonctionnement L, Ma, Me, J, V, S                                                                                    | Jour / Soir / Nuit / Fêtes O / N / N / N                                                                                      | Voy. / an — | Exploitant Trans-Landes |
| TAD   | Desserte : - Villes et lieux desservis : Herm (Eglise Hern, Potana, Lacoste), Gourbera (Mairie Gourbera), Saint-Vincent-de-Paul (Mairie Saint-Vincent de Paul, Le Berceau, Covoiturage, La Carrère ZAE, Chalet Blanc, ZA Basta, Buglose), Saint-Paul-lès-Dax (Hippodrome, Temps Libre, Les Pins du Soleil, Toumalin), Téthieu (Mairie Téthieu, ZAE Téthieu), Bénesse-lès-Dax (Salle Polyvalente Bénesse-lès-Dax), Saint-Pandelon (Eglise - Mairie Saint-Pandelon), Oeyreluy (Lycée Agricole), Saugnac-et-Cambran (Salle Polyvalente Saugnac-et-Cambran, Bégu, Haut de Cambran), Candresse (Ecoles de Candresse, Pachon, Le Luy), Yzosse (Mairie Yzosse), Siest (Mairie Siest), Heugas (Ecoles Heugas, Prévende, Mahourat), Tercis-les-Bains (Eglise Tercis-les-Bains, Monteils, Taston, Aiguille), Rivière-Saas-et-Gourby (Bourg), Angoumé (Mairie Angoumé), Mées (Mairie Mées, La Vierge, ZAE Mées, Remazeilles) et Dax (Pôle d'Echanges Multimodal (Gare SNCF), Hôpital, Place Saint-Pierre, Lazaristes) - Gares desservies : Gare de Dax | | | | | | | | |
| TAD   | Autre : - Arrêts non accessibles PMR : Lacoste, Covoiturage, Chalet Blanc, ZA Basta, ZAE Téthieu, Lycée Agricole, Mahourat, Monteils, Aiguille, ZAE Mées, Remazeilles et Lazaristes. - Amplitudes horaires : - horaires d'arrivée à Dax : 9 h, 11 h et 14 h 30 ; - horaires de départ depuis Dax : 11 h 30, 15 h et 18 h. - Date de dernière mise à jour : 30 juin 2016. | | | | | | | | |
| TAD   | Dernière actualisation : — | | | | | | | | |

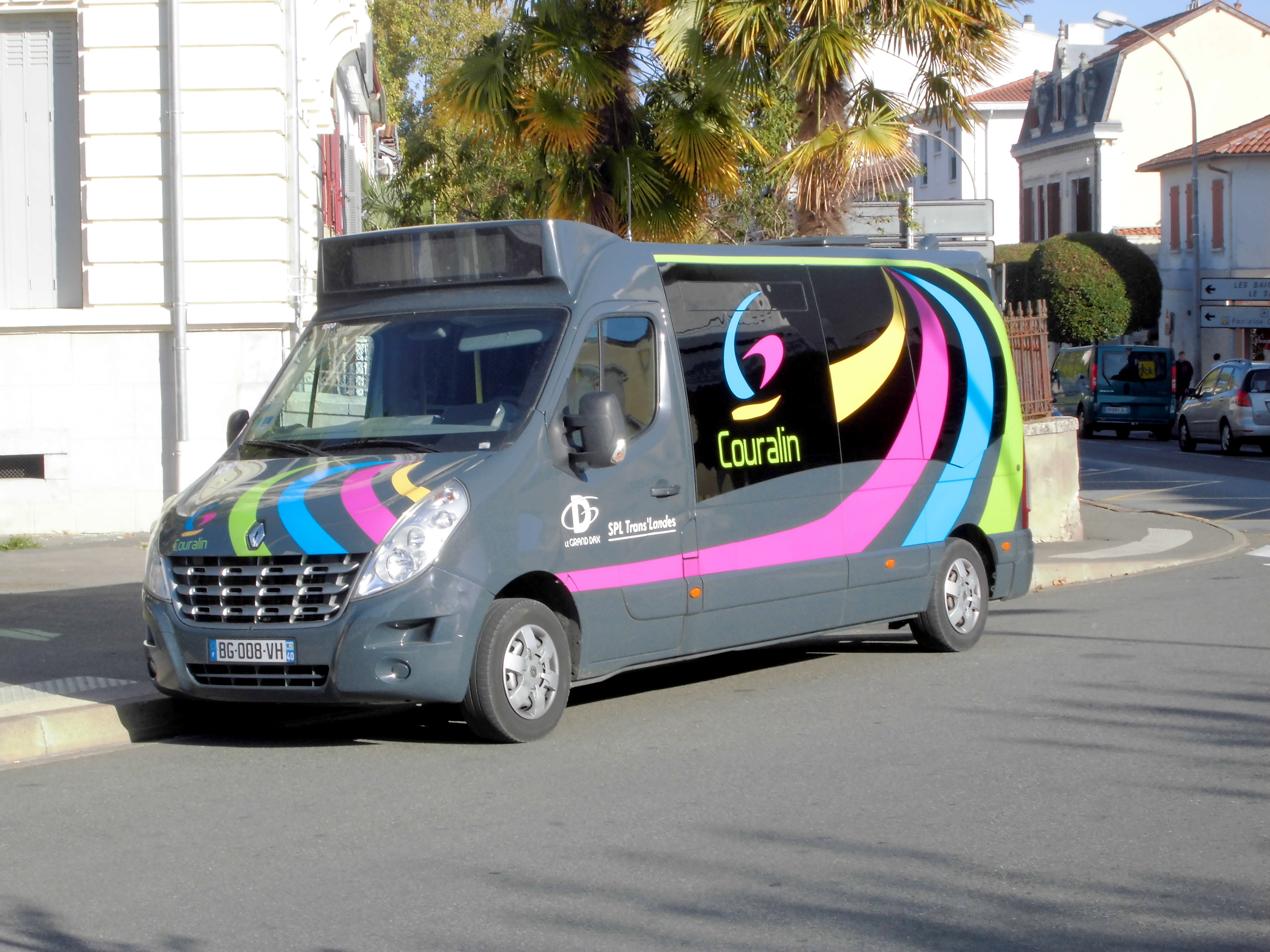
Couralin à la demande Saint-Pierre

### Navettes Vitenville
Inchangées dans leurs itinéraires avec le nouveau réseau, la seule modification concerne la dénomination, en effet les numéros laissent place à des noms.
Les Vitenville Fontaine Chaude, Chalosse et La Torte circulent du lundi au samedi de 07h00 à 20h00. Le Vitenville Temps Libre circule le jeudi matin de 07h30 à 13h30.
| Ligne | Caractéristiques | Caractéristiques                                               | Caractéristiques                                               | Caractéristiques                                               | Caractéristiques                                               | Caractéristiques                                               | Caractéristiques                                               | Caractéristiques                                               | Caractéristiques                                               |
| V     | Vitenville Fontaine Chaude | Vitenville Fontaine Chaude                                     | Vitenville Fontaine Chaude                                     | Vitenville Fontaine Chaude                                     | Vitenville Fontaine Chaude                                     | Vitenville Fontaine Chaude                                     | Vitenville Fontaine Chaude                                     | Vitenville Fontaine Chaude                                     | Vitenville Fontaine Chaude                                     |
| V     | Saint-Paul-lès-Dax — Marché Saint-Paul ⥋ Dax — Fontaine Chaude | Saint-Paul-lès-Dax — Marché Saint-Paul ⥋ Dax — Fontaine Chaude | Saint-Paul-lès-Dax — Marché Saint-Paul ⥋ Dax — Fontaine Chaude | Saint-Paul-lès-Dax — Marché Saint-Paul ⥋ Dax — Fontaine Chaude | Saint-Paul-lès-Dax — Marché Saint-Paul ⥋ Dax — Fontaine Chaude | Saint-Paul-lès-Dax — Marché Saint-Paul ⥋ Dax — Fontaine Chaude | Saint-Paul-lès-Dax — Marché Saint-Paul ⥋ Dax — Fontaine Chaude | Saint-Paul-lès-Dax — Marché Saint-Paul ⥋ Dax — Fontaine Chaude | Saint-Paul-lès-Dax — Marché Saint-Paul ⥋ Dax — Fontaine Chaude |
| ----- | --- | -------------------------------------------------------------- | -------------------------------------------------------------- | -------------------------------------------------------------- | -------------------------------------------------------------- | -------------------------------------------------------------- | -------------------------------------------------------------- | -------------------------------------------------------------- | -------------------------------------------------------------- |
| V     | Ouverture / Fermeture 1er juin 2012 / — | Longueur —                                                     | Durée —                                                        | Nb. d’arrêts 4                                                 | Matériel Minibus                                               | Jours de fonctionnement L, Ma, Me, J, V, S                     | Jour / Soir / Nuit / Fêtes O / N / N / N                       | Voy. / an —                                                    | Exploitant Trans-Landes                                        |
| V     | Desserte : - Villes et lieux desservis : Saint-Paul-lès-Dax (Marché Saint-Paul), Dax (Pôle d’Échanges Multimodal (Gare SNCF), Parking des Arènes, Fontaine Chaude) - Gares desservies : Gare de Dax                                                                        |                                                                |                                                                |                                                                |                                                                |                                                                |                                                                |                                                                |                                                                |
| V     | Autre : - Arrêts non accessibles PMR : Marché Saint-Paul. - Amplitudes horaires : La ligne fonctionne du lundi au samedi de 7 h 0 à 20 h 0 environ. - Date de dernière mise à jour : 3 mars 2018.                                                                          |                                                                |                                                                |                                                                |                                                                |                                                                |                                                                |                                                                |                                                                |
| V     | Dernière actualisation : — |                                                                |                                                                |                                                                |                                                                |                                                                |                                                                |                                                                |                                                                |
| V     | Vitenville Chalosse | Vitenville Chalosse                                            | Vitenville Chalosse                                            | Vitenville Chalosse                                            | Vitenville Chalosse                                            | Vitenville Chalosse                                            | Vitenville Chalosse                                            | Vitenville Chalosse                                            | Vitenville Chalosse                                            |
| V     | Dax — Place de la Chalosse ⥋ Dax — Mairie de Dax |                                                                |                                                                |                                                                |                                                                |                                                                |                                                                |                                                                |                                                                |
| V     | Ouverture / Fermeture 1er juin 2012 / — | Longueur —                                                     | Durée —                                                        | Nb. d’arrêts 3                                                 | Matériel Minibus                                               | Jours de fonctionnement L, Ma, Me, J, V, S                     | Jour / Soir / Nuit / Fêtes O / N / N / N                       | Voy. / an —                                                    | Exploitant Trans-Landes                                        |
| V     | Desserte : - Villes et lieux desservis : Dax (Place de la Chalosse, Saint-Pierre, Mairie) - Gares desservies : - |                                                                |                                                                |                                                                |                                                                |                                                                |                                                                |                                                                |                                                                |
| V     | Autre : - Arrêts non accessibles PMR : Mairie de Dax. - Amplitudes horaires : La ligne fonctionne du lundi au samedi de 7 h 0 à 20 h 0 environ. - Particularités : La ligne est doublée le samedi matin en raison du marché. - Date de dernière mise à jour : 3 mars 2018. |                                                                |                                                                |                                                                |                                                                |                                                                |                                                                |                                                                |                                                                |
| V     | Dernière actualisation : — |                                                                |                                                                |                                                                |                                                                |                                                                |                                                                |                                                                |                                                                |
| V     | Vitenville La Torte | Vitenville La Torte                                            | Vitenville La Torte                                            | Vitenville La Torte                                            | Vitenville La Torte                                            | Vitenville La Torte                                            | Vitenville La Torte                                            | Vitenville La Torte                                            | Vitenville La Torte                                            |
| V     | Dax — Place de la Torte ⥋ Dax — Mairie de Dax |                                                                |                                                                |                                                                |                                                                |                                                                |                                                                |                                                                |                                                                |
| V     | Ouverture / Fermeture 16 juillet 2012 / — | Longueur —                                                     | Durée —                                                        | Nb. d’arrêts 3                                                 | Matériel Minibus                                               | Jours de fonctionnement L, Ma, Me, J, V, S                     | Jour / Soir / Nuit / Fêtes O / N / N / N                       | Voy. / an —                                                    | Exploitant Trans-Landes                                        |
| V     | Desserte : - Villes et lieux desservis : Dax (Place de la Torte, Borda - Cuyès, Mairie) - Gares desservies : - |                                                                |                                                                |                                                                |                                                                |                                                                |                                                                |                                                                |                                                                |
| V     | Autre : - Arrêts non accessibles PMR : Mairie de Dax. - Amplitudes horaires : La ligne fonctionne du lundi au samedi de 7 h 0 à 20 h 0 environ. - Particularités : La ligne est doublée le samedi matin en raison du marché. - Date de dernière mise à jour : 3 mars 2018. |                                                                |                                                                |                                                                |                                                                |                                                                |                                                                |                                                                |                                                                |
| V     | Dernière actualisation : — |                                                                |                                                                |                                                                |                                                                |                                                                |                                                                |                                                                |                                                                |

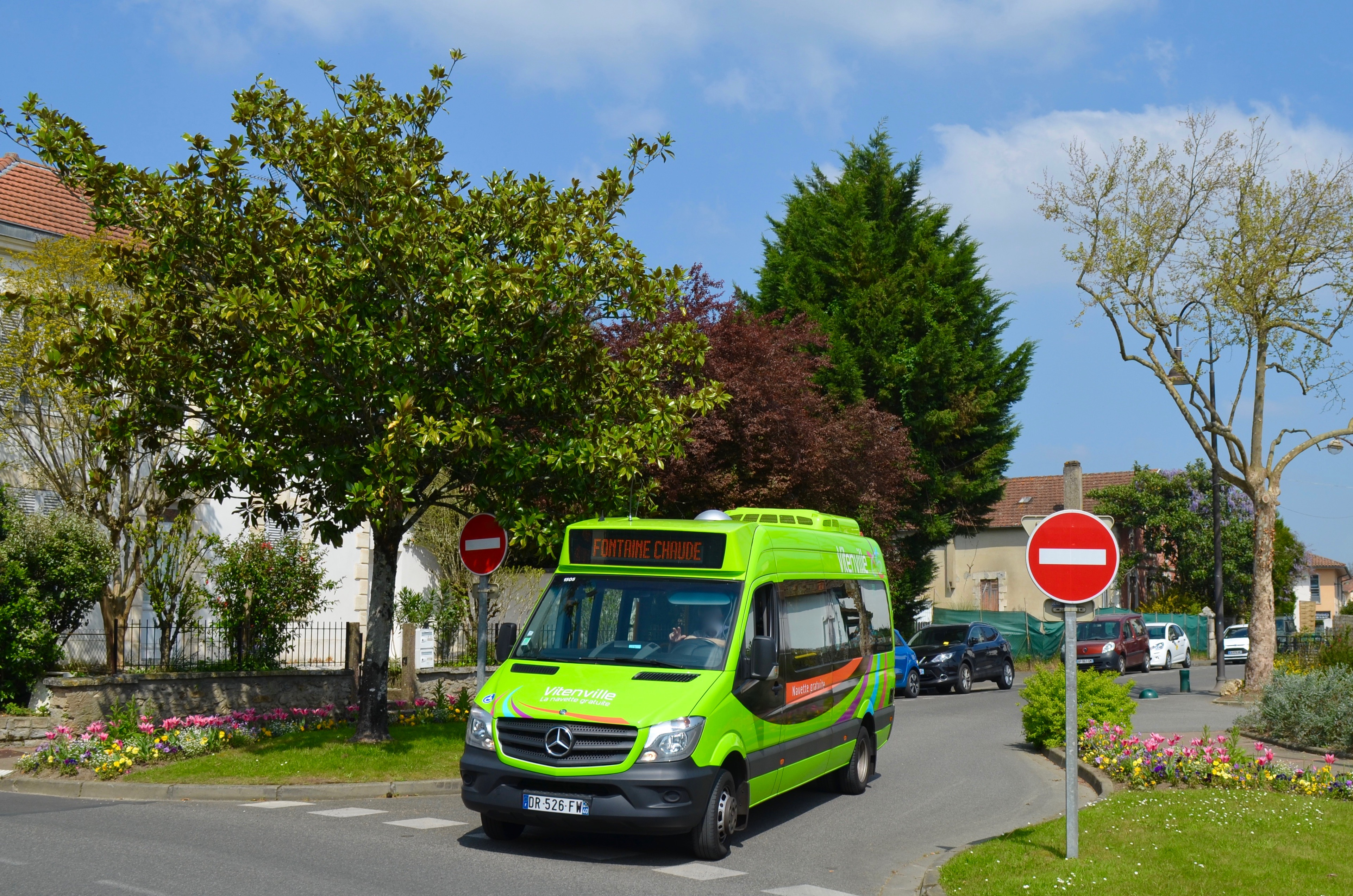
Vitenville Fontaine Chaude
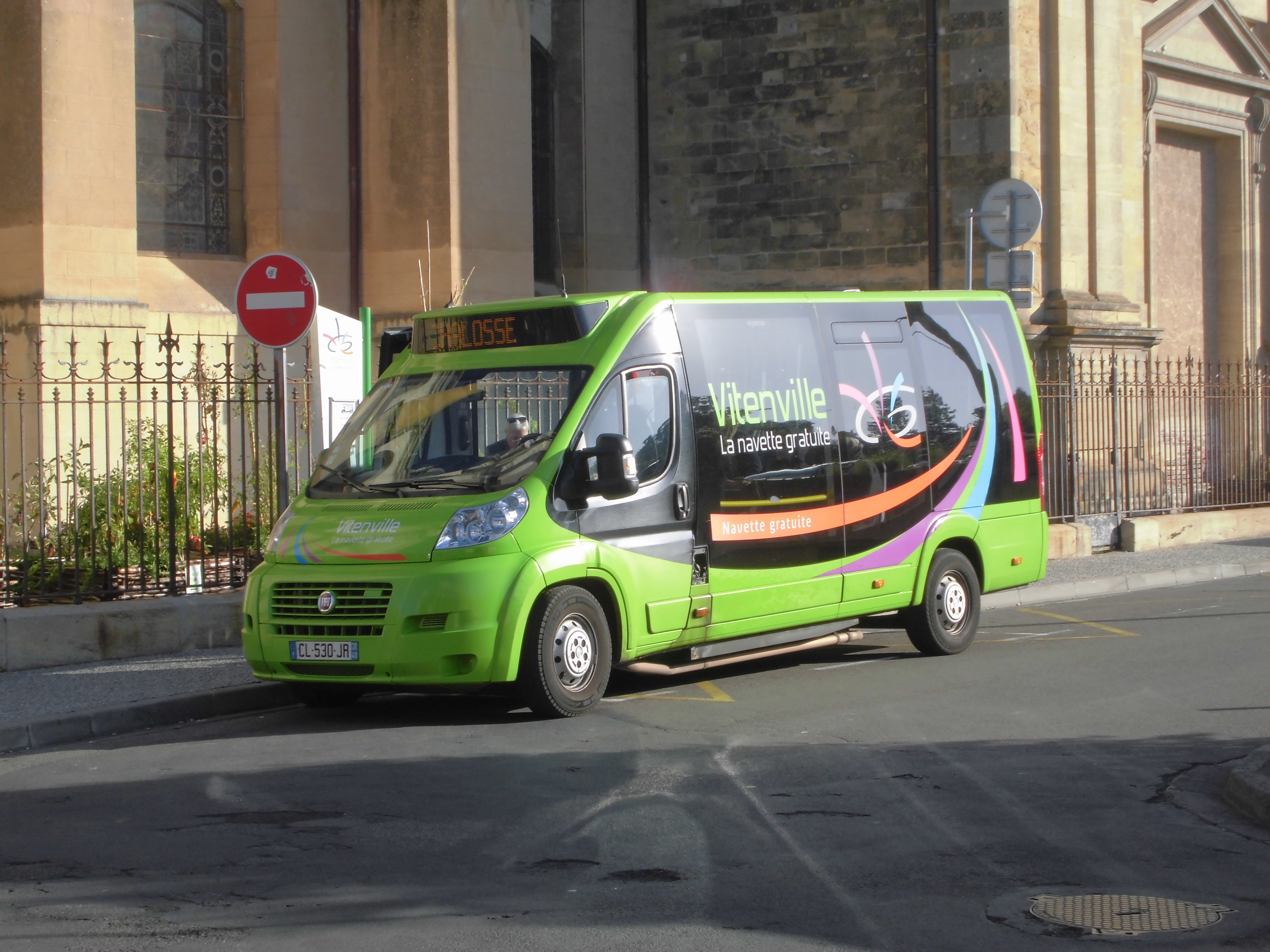
Vitenville Chalosse Dax Mairie
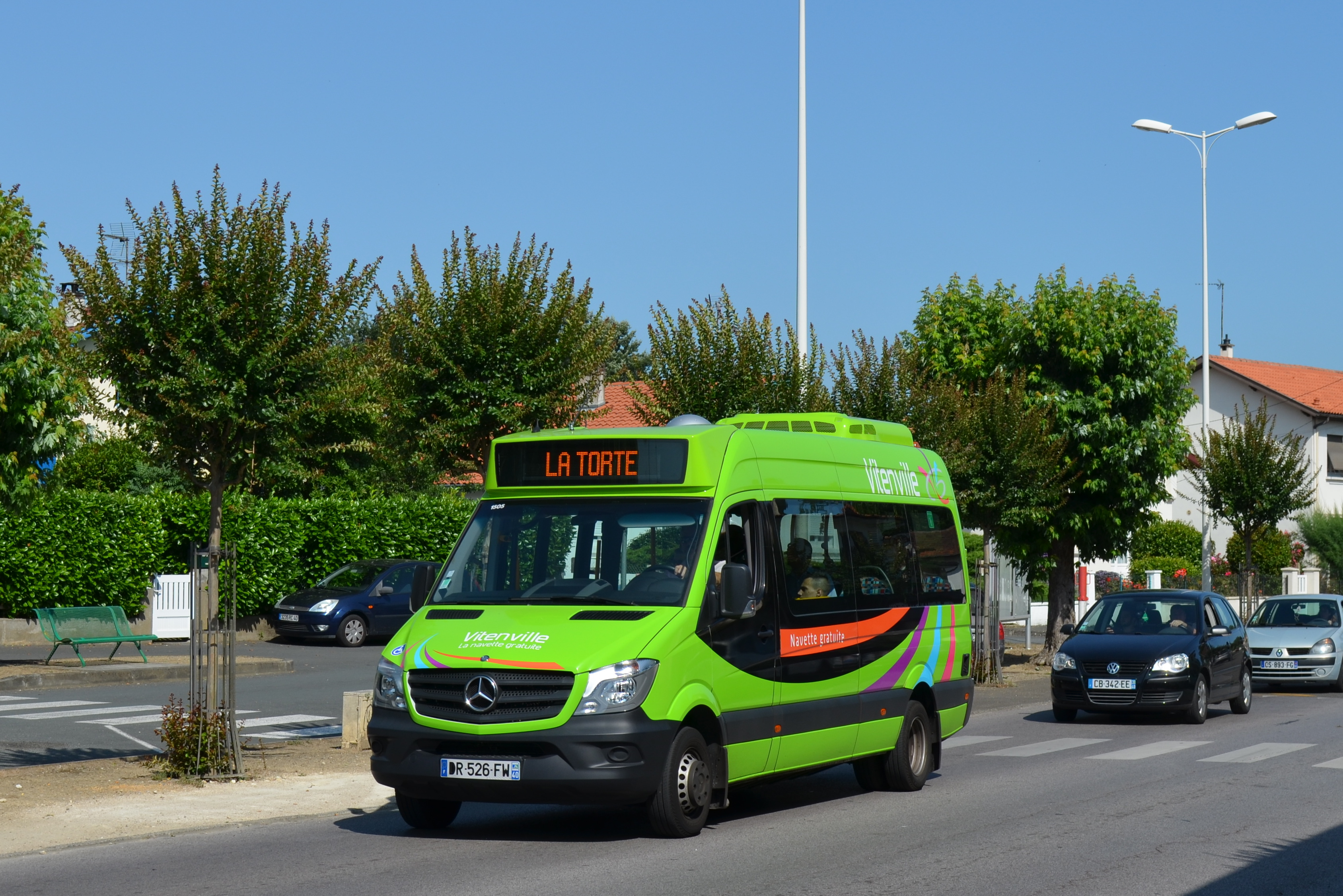
Vitenville La Torte
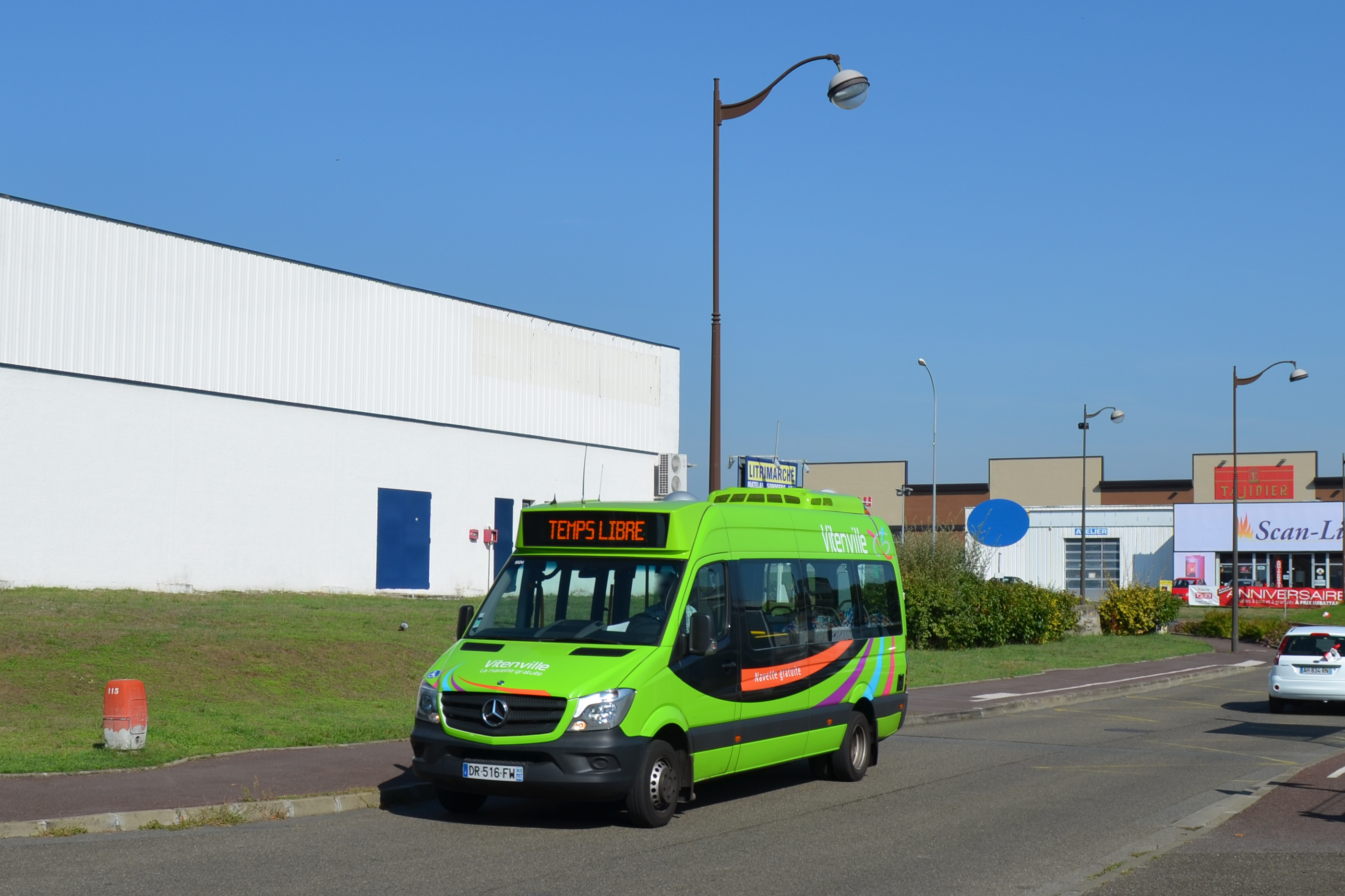
Vitenville Temps Libre

### Anciennes lignes
Les lignes D1 et D2 assuraient la desserte des dimanches et jours fériés l'après-midi. La ligne D2 ne circulait que l'Été.
| Ligne | Caractéristiques | Caractéristiques                                         | Caractéristiques                                         | Caractéristiques                                         | Caractéristiques                                         | Caractéristiques                                         | Caractéristiques                                         | Caractéristiques                                         | Caractéristiques                                         |
| D1    | Dax — Place Saint-Pierre ⥋ Saint-Paul-lès-Dax — Christus | Dax — Place Saint-Pierre ⥋ Saint-Paul-lès-Dax — Christus | Dax — Place Saint-Pierre ⥋ Saint-Paul-lès-Dax — Christus | Dax — Place Saint-Pierre ⥋ Saint-Paul-lès-Dax — Christus | Dax — Place Saint-Pierre ⥋ Saint-Paul-lès-Dax — Christus | Dax — Place Saint-Pierre ⥋ Saint-Paul-lès-Dax — Christus | Dax — Place Saint-Pierre ⥋ Saint-Paul-lès-Dax — Christus | Dax — Place Saint-Pierre ⥋ Saint-Paul-lès-Dax — Christus | Dax — Place Saint-Pierre ⥋ Saint-Paul-lès-Dax — Christus |
| ----- | --- | -------------------------------------------------------- | -------------------------------------------------------- | -------------------------------------------------------- | -------------------------------------------------------- | -------------------------------------------------------- | -------------------------------------------------------- | -------------------------------------------------------- | -------------------------------------------------------- |
| D1    | Ouverture / Fermeture 8 juillet 2013 / 29 juin 2014 | Longueur —                                               | Durée 17 min                                             | Nb. d’arrêts 13                                          | Matériel —                                               | Jours de fonctionnement D                                | Jour / Soir / Nuit / Fêtes O / N / N / O                 | Voy. / an —                                              | Exploitant Trans-Landes                                  |
| D1    | Desserte : - Communes : Saint-Paul-lès-Dax et Dax - Principaux arrêts desservis : Place Saint-Pierre • Hôpital • Arènes • Pôle d'échanges multimodal • Office de tourisme • Piscine Saint-Paul • Christus |                                                          |                                                          |                                                          |                                                          |                                                          |                                                          |                                                          |                                                          |
| D1    | Autre : |                                                          |                                                          |                                                          |                                                          |                                                          |                                                          |                                                          |                                                          |
| D1    | Dernière actualisation : — |                                                          |                                                          |                                                          |                                                          |                                                          |                                                          |                                                          |                                                          |
| D2    | Dax — Place Saint-Pierre ⥋ Dax — Bois de Boulogne | Dax — Place Saint-Pierre ⥋ Dax — Bois de Boulogne        | Dax — Place Saint-Pierre ⥋ Dax — Bois de Boulogne        | Dax — Place Saint-Pierre ⥋ Dax — Bois de Boulogne        | Dax — Place Saint-Pierre ⥋ Dax — Bois de Boulogne        | Dax — Place Saint-Pierre ⥋ Dax — Bois de Boulogne        | Dax — Place Saint-Pierre ⥋ Dax — Bois de Boulogne        | Dax — Place Saint-Pierre ⥋ Dax — Bois de Boulogne        | Dax — Place Saint-Pierre ⥋ Dax — Bois de Boulogne        |
| D2    | Ouverture / Fermeture 8 juillet 2013 / 2 septembre 2013 | Longueur —                                               | Durée 10 min                                             | Nb. d’arrêts 7                                           | Matériel —                                               | Jours de fonctionnement D                                | Jour / Soir / Nuit / Fêtes O / N / N / O                 | Voy. / an —                                              | Exploitant Trans-Landes                                  |
| D2    | Desserte : - Communes : Dax - Principaux arrêts desservis : Place Saint-Pierre • Marché Couvert • Bois de Boulogne                                                                                        |                                                          |                                                          |                                                          |                                                          |                                                          |                                                          |                                                          |                                                          |
| D2    | Autre : Ne circule que durant les mois de juillet et août. |                                                          |                                                          |                                                          |                                                          |                                                          |                                                          |                                                          |                                                          |
| D2    | Dernière actualisation : — |                                                          |                                                          |                                                          |                                                          |                                                          |                                                          |                                                          |                                                          |
| V     | Vitenville PEM | Vitenville PEM                                           | Vitenville PEM                                           | Vitenville PEM                                           | Vitenville PEM                                           | Vitenville PEM                                           | Vitenville PEM                                           | Vitenville PEM                                           | Vitenville PEM                                           |
| V     | Dax — Place de la Chalosse ⥋ Saint-Paul-lès-Dax — Marché Saint-Paul |                                                          |                                                          |                                                          |                                                          |                                                          |                                                          |                                                          |                                                          |
| V     | Ouverture / Fermeture 1er septembre 2016 / 30 décembre 2017 | Longueur —                                               | Durée —                                                  | Nb. d’arrêts 5                                           | Matériel Minibus                                         | Jours de fonctionnement L, Ma, Me, J, V, S               | Jour / Soir / Nuit / Fêtes O / N / O / N                 | Voy. / an —                                              | Exploitant Trans-Landes                                  |
| V     | Desserte : - Villes et lieux desservis : Dax (Place de la Chalosse, Saint-Pierre, Parking Arènes, Pôle d’Échanges Multimodal (Gare SNCF)), Saint-Paul-lès-Dax (Marché Saint-Paul) - Gares desservies : -  |                                                          |                                                          |                                                          |                                                          |                                                          |                                                          |                                                          |                                                          |
| V     | Autre : - Arrêts non accessibles PMR : Marché Saint-Paul. - Amplitudes horaires : La ligne fonctionne du lundi au samedi de 6 h 0 à 7 h 15 environ. - Date de dernière mise à jour : 3 mars 2018.         |                                                          |                                                          |                                                          |                                                          |                                                          |                                                          |                                                          |                                                          |
| V     | Dernière actualisation : — |                                                          |                                                          |                                                          |                                                          |                                                          |                                                          |                                                          |                                                          |

## Galerie photo

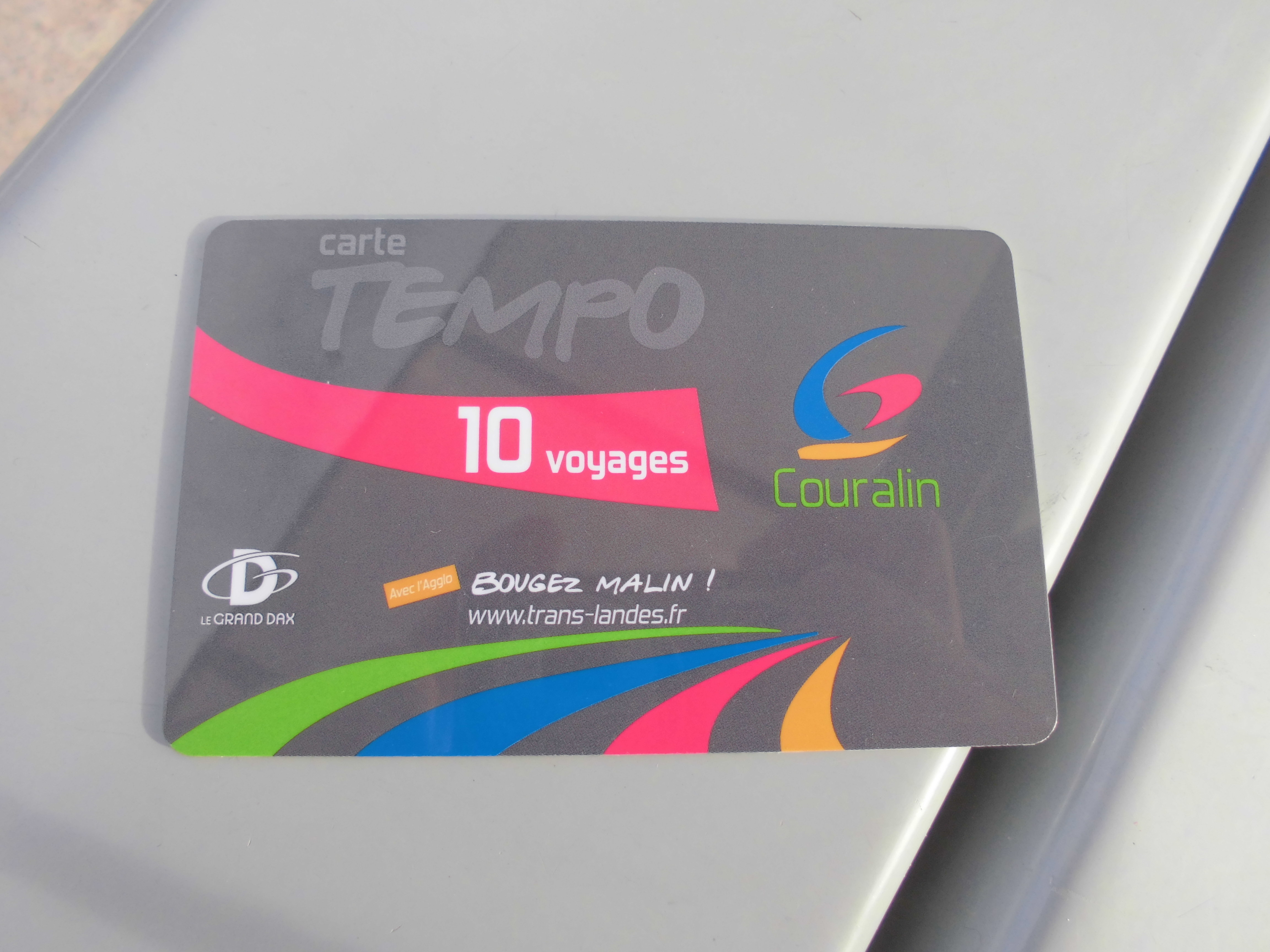
Carte Tempo 10 voyages
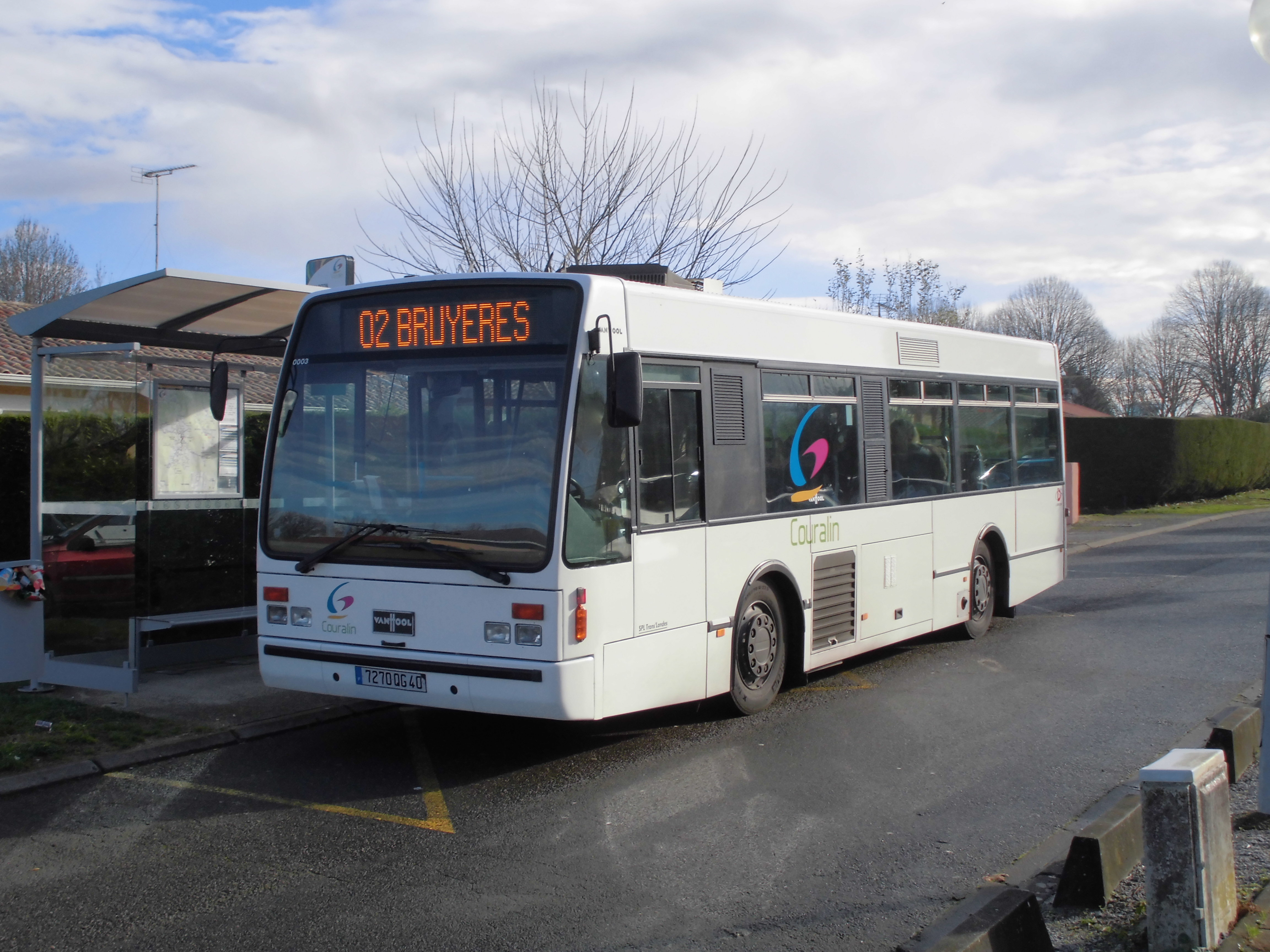
Ligne 2
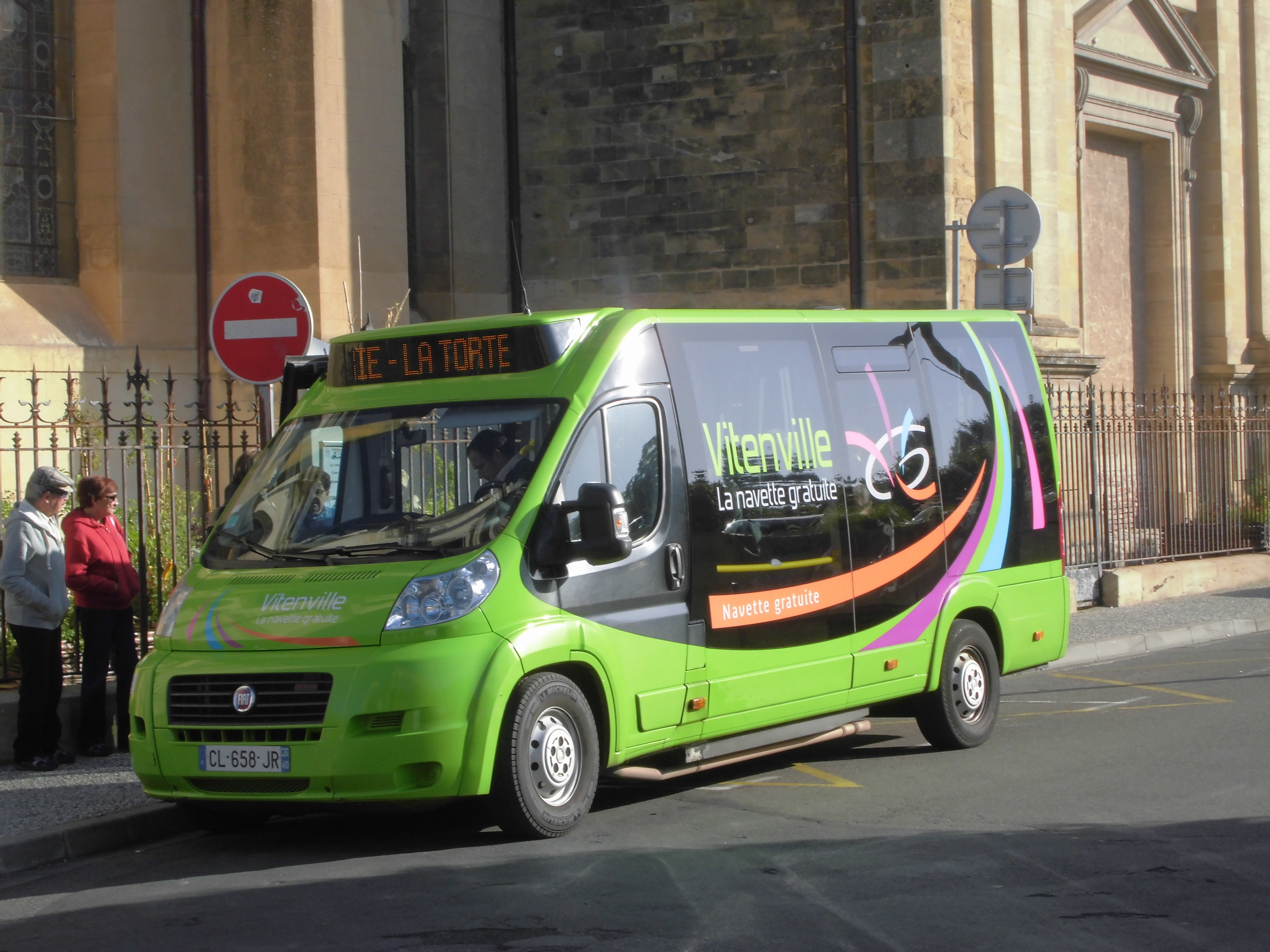
Vitenville La Torte